# Copa Libertadores 2016
De Copa Libertadores de América 2016 was de 57e editie van de Copa Libertadores, een jaarlijks voetbaltoernooi voor clubs uit Latijns-Amerika, georganiseerd door de CONMEBOL. Sinds 2014 is de officiële naam van het toernooi de  Copa Bridgestone Libertadores. Het Colombiaanse Atlético Nacional won het toernooi door in de finale het Ecuadoraanse Independiente del Valle te verslaan. Het was de tweede keer dat Atlético Nacional het toernooi wist te winnen. Door het winnen van het toernooi plaatste het zich tevens voor het WK voor clubs 2016 en voor de Recopa Sudamericana 2017.

## Algemene info

### Deelnemers per land
In totaal namen 38 teams uit 11 landen (de tien leden van de Zuid-Amerikaanse voetbalbond plus Mexico) deel aan de Copa Libertadores 2016.
Hieronder de verdeling van de plaatsen:
- Van Argentinië en Brazilië kwalificeerden zich vijf teams.
- Van de overige negen landen (Bolivia, Chili, Colombia, Ecuador, Mexico, Paraguay, Peru, Uruguay en Venezuela) kwalificeerden zich drie teams.
- De winnaar van de vorige editie, de titelverdediger, kwalificeerde zich automatisch voor de groepsfase van het toernooi. Indien zij zich al hadden geplaatst, schoof dit ticket door naar de beste ploeg uit het land van de titelverdediger, dat oorspronkelijk niet zou deelnemen.
- De winnaar van de Copa Sudamericana van vorig jaar kwalificeerde zich - indien men zich nog niet had geplaatst - voor de voorronde. Dit leverde hun land echter geen extra ticket op: mochten ze zich nog niet hebben geplaatst, dan ging dit ten koste van de vijfde (Argentinië en Brazilië) of derde deelnemer (overige landen) uit dat land.

### Data
De loting voor de voorronde en de groepsfase vond plaats in het CONMEBOL-hoofdkantoor in Luque, Paraguay.
Voor de knock-outfase werd niet geloot, omdat die wedstrijden werden bepaald aan de hand van het aantal punten in de groepsfase.
| Fase          | Ronde           | Datum loting     | Heenwedstrijd                        | Terugwedstrijd                       |
| ------------- | --------------- | ---------------- | ------------------------------------ | ------------------------------------ |
| Voorronde     | Voorronde       | 22 december 2015 | 2-4 februari 2016                    | 9-11 februari 2016                   |
| Groepsfase    | Wedstrijddag 1  | 22 december 2015 | 16-18 en 23-25 februari 2016         | 16-18 en 23-25 februari 2016         |
| Groepsfase    | Wedstrijddag 2  | 22 december 2015 | 24-25 februari, 1-3 en 10 maart 2016 | 24-25 februari, 1-3 en 10 maart 2016 |
| Groepsfase    | Wedstrijddag 3  | 22 december 2015 | 1, 8-10 en 17 maart 2016             | 1, 8-10 en 17 maart 2016             |
| Groepsfase    | Wedstrijddag 4  | 22 december 2015 | 15-17 maart en 5-7 april 2016        | 15-17 maart en 5-7 april 2016        |
| Groepsfase    | Wedstrijddag 5  | 22 december 2015 | 5-7 en 12-14 april 2016              | 5-7 en 12-14 april 2016              |
| Groepsfase    | Wedstrijddag 6  | 22 december 2015 | 13-14 en 19-21 april 2016            | 13-14 en 19-21 april 2016            |
| Knock-outfase | Achtste finales | Geen loting      | 26-28 april 2016                     | 3-5 mei 2016                         |
| Knock-outfase | Kwartfinales    | Geen loting      | 11-12 en 17 mei 2016                 | 18-19 en 24 mei 2016                 |
| Knock-outfase | Halve finales   | Geen loting      | 6-7 juli 2016                        | 13-14 juli 2016                      |
| Knock-outfase | Finale          | Geen loting      | 20 juli 2016                         | 27 juli 2016                         |

## Teams
Onderstaande tabel geeft alle deelnemers aan deze editie weer, toont in welke ronde de club van start ging en op welke manier men zich had geplaatst.
| Hoofdtoernooi (26+6)                     | Hoofdtoernooi (26+6)          | Hoofdtoernooi (26+6)                    | Hoofdtoernooi (26+6)             | Hoofdtoernooi (26+6) | Hoofdtoernooi (26+6) |
| ---------------------------------------- | ----------------------------- | --------------------------------------- | -------------------------------- | -------------------- | -------------------- |
| CA River Plate (Argentinië 1)            | Titelverdediger               | Club Atlético Nacional (Colombia 2)     | Kampioen Finalización            |                      |                      |
| CA Boca Juniors (Argentinië 2)           | Kampioen                      | CS Emelec (Ecuador 1)                   | Kampioen (winnaar Finale)        |                      |                      |
| CA San Lorenzo de Almagro (Argentinië 3) | Nummer 2                      | LDU Quito (Ecuador 2)                   | Nummer 2 (verliezer Finale)      |                      |                      |
| CA Rosario Central (Argentinië 4)        | Bekerfinalist                 | Club Pumas UNAM (Mexico 1)              | Nummer 1 Apertura-voorronde      |                      |                      |
| SC Corinthians Paulista (Brazilië 1)     | Kampioen                      | Deportivo Toluca FC (Mexico 2)          | Nummer 2 Apertura-voorronde      |                      |                      |
| SE Palmeiras (Brazilië 2)                | Bekerwinnaar                  | Club Cerro Porteño (Paraguay 1)         | Kampioen Apertura                |                      |                      |
| Clube Atlético Mineiro (Brazilië 3)      | Nummer 2                      | Club Olimpia (Paraguay 2)               | Kampioen Clausura                |                      |                      |
| Grêmio FBPA (Brazilië 4)                 | Nummer 3                      | FBC Melgar (Peru 1)                     | Kampioen (winnaar Finale)        |                      |                      |
| Club Bolívar (Bolivia 1)                 | Kampioen Apertura en Clausura | Club Sporting Cristal (Peru 2)          | Nummer 2 (verliezer Finale)      |                      |                      |
| Club The Strongest (Bolivia 2)           | Beste niet-kampioen           | Club Nacional de Football (Uruguay 1)   | Kampioen                         |                      |                      |
| CD Cobresal (Chili 1)                    | Kampioen Clausura 2014/15     | CA Peñarol (Uruguay 2)                  | Nummer 2                         |                      |                      |
| CSD Colo-Colo (Chili 2)                  | Kampioen Apertura 2015/16     | Deportivo Táchira FC (Venezuela 1)      | Kampioen (winnaar Finale)        |                      |                      |
| Deportivo Cali (Colombia 1)              | Kampioen Apertura             | Trujillanos FC (Venezuela 2)            | Nummer 2 (verliezer Finale)      |                      |                      |
| Voorronde (12)                           |                               |                                         |                                  |                      |                      |
| Racing Club (Argentinië 5)               | Winnaar play-offs             | CSD Independiente del Valle (Ecuador 3) | Nummer 3                         |                      |                      |
| CA Huracán (Argentinië 6)                | Finalist Copa Sudamericana    | Puebla FC (Mexico 3)                    | Winnaar Supercup                 |                      |                      |
| São Paulo FC (Brazilië 5)                | Nummer 4                      | Club Guaraní (Paraguay 3)               | Beste niet-kampioen              |                      |                      |
| CD Oriente Petrolero (Bolivia 3)         | Op een na beste niet-kampioen | CD Universidad César Vallejo (Peru 3)   | Nummer 3 (winnaar Kleine finale) |                      |                      |
| Club Universidad de Chile (Chili 3)      | Bekerwinnaar                  | CA River Plate (Uruguay 3)              | Nummer 3                         |                      |                      |
| Independiente Santa Fe (Colombia 3)      | Winnaar Copa Sudamericana     | Caracas FC (Venezuela 3)                | Beste niet-finalist              |                      |                      |

## Voorronde
In de eerste ronde speelden twaalf teams een thuis- en uitwedstrijd voor zes plaatsen in de tweede ronde. De wedstrijden werden gespeeld op 2-4 februari (heen) en op 9-11 februari (terug).

#### Potindeling
De loting vond plaats op 22 december 2015. De twaalf teams werden in twee potten geplaatst, afhankelijk van hun positie in de Ranking Conmebol de Copa Libertadores, die dat jaar voor het eerst werd gebruikt. Een team uit Pot 1 werd geloot tegen een team uit Pot 2, waarbij het team uit Pot 1 de tweede wedstrijd thuis mocht spelen. Clubs uit hetzelfde land konden elkaar niet loten.
| Pot 1                     | Pot 1 |
| Team                      | Rank. |
| ------------------------- | ----- |
| São Paulo FC              | 11    |
| Club Universidad de Chile | 17    |
| Independiente Santa Fe    | 22    |
| Club Guaraní              | 29    |
| Racing Club               | 39    |
| Caracas FC                | 43    |

| Pot 2                        | Pot 2 |
| Team                         | Rank. |
| ---------------------------- | ----- |
| CD Oriente Petrolero         | 64    |
| CA Huracán                   | 72    |
| CSD Independiente del Valle  | 78    |
| CD Universidad César Vallejo | 152   |
| CA River Plate               | –     |
| Puebla FC                    | –     |

### Wedstrijden
| Team 1                       | Tot.      | Team 2                    | 1e wedstr. | 2e wedstr. |
| ---------------------------- | --------- | ------------------------- | ---------- | ---------- |
| CD Oriente Petrolero         | 1 – 6     | Independiente Santa Fe    | 1 – 3      | 0 – 3      |
| CA Huracán                   | 2 – 2 (u) | Caracas FC                | 1 – 0      | 1 – 2      |
| Puebla FC                    | 2 – 3     | Racing Club               | 2 – 2      | 0 – 1      |
| CA River Plate               | 2 – 0     | Club Universidad de Chile | 2 – 0      | 0 – 0      |
| CSD Independiente del Valle  | 2 – 2 (u) | Club Guaraní              | 1 – 0      | 1 – 2      |
| CD Universidad César Vallejo | 1 – 2     | São Paulo FC              | 1 – 1      | 0 – 1      |

|                                   |              |                                        |            |                                                                                |
| 2 februari 2016 19:30 uur (UTC−3) | CA Huracán   | 1 – 0                                  | Caracas FC | Estadio Tomás Adolfo Ducó, Buenos Aires Scheidsrechter: Patricio Polic (Chili) |
| 2 februari 2016 19:30 uur (UTC−3) | González 74' | Verslag (Conmebol) Verslag (Soccerway) |            | Estadio Tomás Adolfo Ducó, Buenos Aires Scheidsrechter: Patricio Polic (Chili) |

|                                   |                                      |                                        |                           |                                                                                                |
| 2 februari 2016 21:45 uur (UTC−3) | CA River Plate                       | 2 – 0                                  | Club Universidad de Chile | Estadio Parque Federico Omar Saroldi, Montevideo Scheidsrechter: Patricio Loustau (Argentinië) |
| 2 februari 2016 21:45 uur (UTC−3) | Santos 61' (pen.) Herrera 71' (e.d.) | Verslag (Conmebol) Verslag (Soccerway) |                           | Estadio Parque Federico Omar Saroldi, Montevideo Scheidsrechter: Patricio Loustau (Argentinië) |

|                                   |                              |                                        |              |                                                                     |
| 3 februari 2016 18:45 uur (UTC−5) | CD Universidad César Vallejo | 1 – 1                                  | São Paulo FC | Estadio Mansiche, Trujillo Scheidsrechter: Roddy Zambrano (Ecuador) |
| 3 februari 2016 18:45 uur (UTC−5) | Hohberg 19'                  | Verslag (Conmebol) Verslag (Soccerway) | 65' Calleri  | Estadio Mansiche, Trujillo Scheidsrechter: Roddy Zambrano (Ecuador) |

|                                   |                         |                                        |                  |                                                                                   |
| 3 februari 2016 20:15 uur (UTC−6) | Puebla FC               | 2 – 2                                  | Racing Club      | Estadio Cuauhtémoc, Puebla de Zaragoza Scheidsrechter: Daniel Fedorczuk (Uruguay) |
| 3 februari 2016 20:15 uur (UTC−6) | Alustiza 2', 53' (pen.) | Verslag (Conmebol) Verslag (Soccerway) | 13' Bou 73' Noir | Estadio Cuauhtémoc, Puebla de Zaragoza Scheidsrechter: Daniel Fedorczuk (Uruguay) |

|                                   |                             |                                        |              |                                                                                      |
| 4 februari 2016 17:30 uur (UTC−5) | CSD Independiente del Valle | 1 – 0                                  | Club Guaraní | Estadio Municipal General Rumiñahui, Sangolquí Scheidsrechter: Juan Soto (Venezuela) |
| 4 februari 2016 17:30 uur (UTC−5) | Caicedo 28'                 | Verslag (Conmebol) Verslag (Soccerway) |              | Estadio Municipal General Rumiñahui, Sangolquí Scheidsrechter: Juan Soto (Venezuela) |

|                                   |                      |                                        |                            | |
| 4 februari 2016 20:45 uur (UTC−4) | CD Oriente Petrolero | 1 – 3                                  | Independiente Santa Fe     | Estadio Ramón Tahuichi Aguilera, Santa Cruz de la Sierra Scheidsrechter: Péricles Cortez (Brazilië) |
| 4 februari 2016 20:45 uur (UTC−4) | Castillo 77'         | Verslag (Conmebol) Verslag (Soccerway) | 22', 40' Ibargüen 40' Mina | Estadio Ramón Tahuichi Aguilera, Santa Cruz de la Sierra Scheidsrechter: Péricles Cortez (Brazilië) |

|                                   |                                        |       |                |                                                                                       |
| 9 februari 2016 19:30 uur (UTC−3) | Club Universidad de Chile              | 0 – 0 | CA River Plate | Estadio Nacional Julio Martínez Pradanos, Ñuñoa Scheidsrechter: Carlos Vera (Ecuador) |
| 9 februari 2016 19:30 uur (UTC−3) | Verslag (Conmebol) Verslag (Soccerway) |       |                | Estadio Nacional Julio Martínez Pradanos, Ñuñoa Scheidsrechter: Carlos Vera (Ecuador) |

|                                      |                        |                                        |               | |
| 9 februari 2016 20:15 uur (UTC−4:30) | Caracas FC             | 2 – 1                                  | CA Huracán    | Estadio Olímpico de la UCV, Santiago de León de Caracas Scheidsrechter: Enrique Cáceres (Paraguay) |
| 9 februari 2016 20:15 uur (UTC−4:30) | Quijada 45' Arango 82' | Verslag (Conmebol) Verslag (Soccerway) | 90+1' Mendoza | Estadio Olímpico de la UCV, Santiago de León de Caracas Scheidsrechter: Enrique Cáceres (Paraguay) |

|                                    |              |                                        |                              | |
| 10 februari 2016 21:45 uur (UTC−2) | São Paulo FC | 1 – 0                                  | CD Universidad César Vallejo | Estádio Municipal Paulo Machado do Carvalho, São Paulo Scheidsrechter: Christian Ferreyra (Uruguay) |
| 10 februari 2016 21:45 uur (UTC−2) | Rogério 87'  | Verslag (Conmebol) Verslag (Soccerway) |                              | Estádio Municipal Paulo Machado do Carvalho, São Paulo Scheidsrechter: Christian Ferreyra (Uruguay) |

|                                    |             |                                        |           |                                                                                              |
| 10 februari 2016 21:45 uur (UTC−3) | Racing Club | 1 – 0                                  | Puebla FC | Estadio Presidente Juan Domingo Perón, Avellaneda Scheidsrechter: Ricardo Marques (Brazilië) |
| 10 februari 2016 21:45 uur (UTC−3) | Bou 74'     | Verslag (Conmebol) Verslag (Soccerway) |           | Estadio Presidente Juan Domingo Perón, Avellaneda Scheidsrechter: Ricardo Marques (Brazilië) |

|                                    |                     |                                        |                             |                                                                                    |
| 11 februari 2016 19:30 uur (UTC−3) | Club Guaraní        | 2 – 1                                  | CSD Independiente del Valle | Estadio Defensores del Chaco, Asunción Scheidsrechter: Mauro Vigliano (Argentinië) |
| 11 februari 2016 19:30 uur (UTC−3) | Palau 61' López 80' | Verslag (Conmebol) Verslag (Soccerway) | 76' Jo. Angulo              | Estadio Defensores del Chaco, Asunción Scheidsrechter: Mauro Vigliano (Argentinië) |

|                                    |                         |                                        |                      |                                                                        |
| 11 februari 2016 19:45 uur (UTC−5) | Independiente Santa Fe  | 3 – 0                                  | CD Oriente Petrolero | Estadio Nemesio Camacho, Bogotá Scheidsrechter: Víctor Carrillo (Peru) |
| 11 februari 2016 19:45 uur (UTC−5) | Mina 32', 38' Otero 73' | Verslag (Conmebol) Verslag (Soccerway) |                      | Estadio Nemesio Camacho, Bogotá Scheidsrechter: Víctor Carrillo (Peru) |

## Tweede ronde
In de tweede fase spelen de zes winnaars van de eerste ronde plus 26 direct geplaatste clubs in acht groepen van vier clubs een minicompetitie. De groepswinnaars en de nummers twee kwalificeerden zich voor de achtste finale. De wedstrijden worden tussen 16 februari en 21 april gespeeld. Indien meerdere clubs met een gelijk aantal punten eindigden, is het doelsaldo doorslaggevend. Is dat ook gelijk, dan wordt er gekeken naar het aantal gemaakte doelpunten en vervolgens naar het aantal gemaakte uitdoelpunten. Indien er dan nog geen beslissing was, zal er worden geloot.

#### Potindeling
De loting vond direct na de loting voor de eerste ronde plaats. De 32 teams kwamen in vier potten terecht, die voor het grootste deel werden bepaald op basis van de Ranking Conmebol de Copa Libertadores. De 24 rechtstreeks geplaatste Zuid-Amerikaanse ploegen kwamen op basis van deze ranglijst in Pot 1-3. In de vierde pot kwamen de rechtstreeks geplaatste Mexicaanse deelnemers, plus de zes winnaars van de eerste ronde. Uitzondering was de titelverdediger, die altijd in Pot 1 kwam, ongeacht de positie op de ranglijst.
Rechtstreeks geplaatste teams uit hetzelfde land konden niet tegen elkaar loten, maar dit gold niet voor de winnaars van de voorronde (hieronder cursief aangegeven), omdat de nationaliteit van deze teams op dat moment nog niet bekend was. Zo kon Boca Juniors (Pot 1) niet loten tegen Rosario Central (Pot 3), maar wel tegen de winnaar van Racing tegen Puebla (Pot 4).
| Pot 1                     | Pot 1 |
| Team                      | Rank. |
| ------------------------- | ----- |
| CA River Plate TH         | 2     |
| CA Boca Juniors           | 1     |
| CA Peñarol                | 3     |
| Club Nacional de Football | 5     |
| Club Olimpia              | 7     |
| SC Corinthians Paulista   | 9     |
| Clube Atlético Mineiro    | 13    |
| CA San Lorenzo de Almagro | 14    |

| Pot 2                  | Pot 2 |
| Team                   | Rank. |
| ---------------------- | ----- |
| Grêmio FBPA            | 16    |
| CS Emelec              | 18    |
| Club Cerro Porteño     | 19    |
| Club Atlético Nacional | 20    |
| Club Bolívar           | 21    |
| CSD Colo-Colo          | 24    |
| SE Palmeiras           | 31    |
| Club The Strongest     | 33    |

| Pot 3                 | Pot 3 |
| Team                  | Rank. |
| --------------------- | ----- |
| LDU Quito             | 34    |
| Club Sporting Cristal | 38    |
| Deportivo Cali        | 44    |
| Deportivo Táchira FC  | 49    |
| CA Rosario Central    | 71    |
| FBC Melgar            | 108   |
| CD Cobresal           | 123   |
| Trujillanos FC        | 175   |

| Pot 4                       | Pot 4 |
| Team                        | Rank. |
| --------------------------- | ----- |
| Club Pumas UNAM             | –     |
| Deportivo Toluca FC         | –     |
| São Paulo FC                | 11    |
| Independiente Santa Fe      | 22    |
| Racing Club                 | 39    |
| CA Huracán                  | 72    |
| CSD Independiente del Valle | 78    |
| CA River Plate              | –     |

### Groep 1
| Nr. | Club           | Wedstrijden | Wedstrijden | Wedstrijden | Wedstrijden | Doelpunten | Doelpunten | Doelpunten | Punten |
| --- | -------------- | ----------- | ----------- | ----------- | ----------- | ---------- | ---------- | ---------- | ------ |
| Nr. | Club           | WG          | W           | G           | V           | DV         | DT         | DS         | Punten |
| 1   | CA River Plate | 6           | 3           | 2           | 1           | 17         | 7          | +10        | 11     |
| 2   | São Paulo FC   | 6           | 2           | 3           | 1           | 11         | 5          | +6         | 9      |
| 3   | The Strongest  | 6           | 2           | 2           | 2           | 6          | 11         | –5         | 8      |
| 4   | Trujillanos FC | 6           | 1           | 1           | 4           | 7          | 18         | –11        | 4      |

| Uitploeg →    | CARP  | Strong. | Trujill. | SPFC  |
| Thuisploeg ↓  | CARP  | Strong. | Trujill. | SPFC  |
| ------------- | ----- | ------- | -------- | ----- |
| River Plate   |       | 6 – 0   | 4 – 3    | 1 – 1 |
| The Strongest | 1 – 1 |         | 2 – 1    | 1 – 1 |
| Trujillanos   | 0 – 4 | 2 – 1   |          | 1 – 1 |
| São Paulo     | 2 – 1 | 0 – 1   | 6 – 0    |       |

|                                    |              |                                        |               | |
| 17 februari 2016 19:30 uur (UTC−2) | São Paulo FC | 0 – 1                                  | The Strongest | Estádio Municipal Paulo Machado do Carvalho, São Paulo Scheidsrechter: Mario Díaz de Vivar (Paraguay) |
| 17 februari 2016 19:30 uur (UTC−2) |              | Verslag (Conmebol) Verslag (Soccerway) | 62' Alonso    | Estádio Municipal Paulo Machado do Carvalho, São Paulo Scheidsrechter: Mario Díaz de Vivar (Paraguay) |

|                                       |                |                                        |                                             |                                                                                      |
| 25 februari 2016 20:15 uur (UTC−4:30) | Trujillanos FC | 0 – 4                                  | CA River Plate                              | Estadio Olímpico José Alberto Pérez, Valera Scheidsrechter: Roddy Zambrano (Ecuador) |
| 25 februari 2016 20:15 uur (UTC−4:30) |                | Verslag (Conmebol) Verslag (Soccerway) | 54' Pisculichi 64' González 78', 90' Alonso | Estadio Olímpico José Alberto Pérez, Valera Scheidsrechter: Roddy Zambrano (Ecuador) |

|                                |                           |                                        |                |                                                                           |
| 2 maart 2016 16:15 uur (UTC−4) | The Strongest             | 2 – 1                                  | Trujillanos FC | Estadio Hernando Siles, La Paz Scheidsrechter: Gustavo Murillo (Colombia) |
| 2 maart 2016 16:15 uur (UTC−4) | Escobar 18' Cristaldo 32' | Verslag (Conmebol) Verslag (Soccerway) | 38' Cabezas    | Estadio Hernando Siles, La Paz Scheidsrechter: Gustavo Murillo (Colombia) |

|                                 |                   |                                        |              |                                                                                                  |
| 10 maart 2016 19:30 uur (UTC−3) | CA River Plate    | 1 – 1                                  | São Paulo FC | Estadio Monumental Antonio Vespucio Liberti, Buenos Aires Scheidsrechter: Julio Bascuñán (Chili) |
| 10 maart 2016 19:30 uur (UTC−3) | Mendes 32' (e.d.) | Verslag (Conmebol) Verslag (Soccerway) | 17' Ganso    | Estadio Monumental Antonio Vespucio Liberti, Buenos Aires Scheidsrechter: Julio Bascuñán (Chili) |

|                                 |               |                                        |                |                                                                          |
| 16 maart 2016 18:30 uur (UTC−4) | The Strongest | 1 – 1                                  | CA River Plate | Estadio Hernando Siles, La Paz Scheidsrechter: Julio Quintana (Paraguay) |
| 16 maart 2016 18:30 uur (UTC−4) | Chumacero 90' | Verslag (Conmebol) Verslag (Soccerway) | 18' Mora       | Estadio Hernando Siles, La Paz Scheidsrechter: Julio Quintana (Paraguay) |

|                                    |                |                                        |              |                                                                                         |
| 16 maart 2016 18:00 uur (UTC−4:30) | Trujillanos FC | 1 – 1                                  | São Paulo FC | Estadio Olímpico José Alberto Pérez, Valera Scheidsrechter: Wilson Lamouroux (Colombia) |
| 16 maart 2016 18:00 uur (UTC−4:30) | Rojas 36'      | Verslag (Conmebol) Verslag (Soccerway) | 38' Ganso    | Estadio Olímpico José Alberto Pérez, Valera Scheidsrechter: Wilson Lamouroux (Colombia) |

|                                |                                                          |                                        |                |                                                                                      |
| 5 april 2016 21:45 uur (UTC−3) | São Paulo FC                                             | 6 – 0                                  | Trujillanos FC | Estádio Cícero Pompeu de Toledo, São Paulo Scheidsrechter: Ulises Mereles (Paraguay) |
| 5 april 2016 21:45 uur (UTC−3) | Calleri 13', 50' (pen.), 80', 87' Kelvin 18' Schmidt 25' | Verslag (Conmebol) Verslag (Soccerway) |                | Estádio Cícero Pompeu de Toledo, São Paulo Scheidsrechter: Ulises Mereles (Paraguay) |

|                                |                                                                         |                                        |               | |
| 6 april 2016 19:30 uur (UTC−3) | CA River Plate                                                          | 6 – 0                                  | The Strongest | Estadio Monumental Antonio Vespucio Liberti, Buenos Aires Scheidsrechter: Wilson Lamouroux (Colombia) |
| 6 april 2016 19:30 uur (UTC−3) | D'Alessandro 14' Fernández 25', 83' Mayada 30' Mammana 42' Alario 45+1' | Verslag (Conmebol) Verslag (Soccerway) |               | Estadio Monumental Antonio Vespucio Liberti, Buenos Aires Scheidsrechter: Wilson Lamouroux (Colombia) |

|                                    |                            |                                        |               |                                                                                    |
| 12 april 2016 19:30 uur (UTC−4:30) | Trujillanos FC             | 2 – 1                                  | The Strongest | Estadio Olímpico José Alberto Pérez, Valera Scheidsrechter: Patricio Polic (Chili) |
| 12 april 2016 19:30 uur (UTC−4:30) | Sosa 32' Cova 90+4' (pen.) | Verslag (Conmebol) Verslag (Soccerway) | 67' Alonso    | Estadio Olímpico José Alberto Pérez, Valera Scheidsrechter: Patricio Polic (Chili) |

|                                 |                  |                                        |                |                                                                                   |
| 13 april 2016 19:30 uur (UTC−3) | São Paulo FC     | 2 – 1                                  | CA River Plate | Estádio Cícero Pompeu de Toledo, São Paulo Scheidsrechter: Andrés Cunha (Uruguay) |
| 13 april 2016 19:30 uur (UTC−3) | Calleri 28', 60' | Verslag (Conmebol) Verslag (Soccerway) | 83' Alonso     | Estádio Cícero Pompeu de Toledo, São Paulo Scheidsrechter: Andrés Cunha (Uruguay) |

|                                 |               |                                        |              |                                                                      |
| 21 april 2016 20:45 uur (UTC−4) | The Strongest | 1 – 1                                  | São Paulo FC | Estadio Hernando Siles, La Paz Scheidsrechter: Roberto Tobar (Chili) |
| 21 april 2016 20:45 uur (UTC−4) | Cristaldo 29' | Verslag (Conmebol) Verslag (Soccerway) | 44' Calleri  | Estadio Hernando Siles, La Paz Scheidsrechter: Roberto Tobar (Chili) |

|                                 |                                                   |                                        |                                          |                                                                                                  |
| 21 april 2016 21:45 uur (UTC−3) | CA River Plate                                    | 4 – 3                                  | Trujillanos FC                           | Estadio Monumental Antonio Vespucio Liberti, Buenos Aires Scheidsrechter: Victor Carrillo (Peru) |
| 21 april 2016 21:45 uur (UTC−3) | D'Alessandro 9', 19' (pen.) Mayada 49' Alario 71' | Verslag (Conmebol) Verslag (Soccerway) | 30' Cova 74' González 78' (pen.) Cabezas | Estadio Monumental Antonio Vespucio Liberti, Buenos Aires Scheidsrechter: Victor Carrillo (Peru) |

### Groep 2
| Nr. | Club               | Wedstrijden | Wedstrijden | Wedstrijden | Wedstrijden | Doelpunten | Doelpunten | Doelpunten | Punten |
| --- | ------------------ | ----------- | ----------- | ----------- | ----------- | ---------- | ---------- | ---------- | ------ |
| Nr. | Club               | WG          | W           | G           | V           | DV         | DT         | DS         | Punten |
| 1   | CA Rosario Central | 6           | 3           | 2           | 1           | 13         | 8          | +5         | 11     |
| 2   | Club Nacional      | 6           | 2           | 3           | 1           | 6          | 6          | 0          | 9      |
| 3   | SE Palmeiras       | 6           | 2           | 2           | 2           | 12         | 8          | +4         | 8      |
| 4   | CA River Plate     | 6           | 0           | 3           | 3           | 6          | 15         | –9         | 3      |

| Uitploeg →      | CNdeF | Palmeir. | CARC  | River |
| Thuisploeg ↓    | CNdeF | Palmeir. | CARC  | River |
| --------------- | ----- | -------- | ----- | ----- |
| Nacional        |       | 1 – 0    | 0 – 2 | 0 – 0 |
| Palmeiras       | 1 – 2 |          | 2 – 0 | 4 – 0 |
| Rosario Central | 1 – 1 | 3 – 3    |       | 4 – 1 |
| River Plate     | 2 – 2 | 2 – 2    | 1 – 3 |       |

|                                    |                                  |                                        |                            |                                                                                   |
| 16 februari 2016 20:45 uur (UTC−3) | CA River Plate                   | 2 – 2                                  | SE Palmeiras               | Estadio Domingo Burgueño Miguel, Maldonado Scheidsrechter: Julio Bascuñán (Chili) |
| 16 februari 2016 20:45 uur (UTC−3) | Santos 50' (pen.) Montelongo 63' | Verslag (Conmebol) Verslag (Soccerway) | 33' Jean 57' Gabriel Jesus | Estadio Domingo Burgueño Miguel, Maldonado Scheidsrechter: Julio Bascuñán (Chili) |

|                                    |                     |                                        |                           |                                                                               |
| 25 februari 2016 19:30 uur (UTC−3) | CA Rosario Central  | 1 – 1                                  | Club Nacional de Football | Estadio Gigante de Arroyito, Rosario Scheidsrechter: Wilmar Roldán (Colombia) |
| 25 februari 2016 19:30 uur (UTC−3) | Larrondo 90' (pen.) | Verslag (Conmebol) Verslag (Soccerway) | 55' López                 | Estadio Gigante de Arroyito, Rosario Scheidsrechter: Wilmar Roldán (Colombia) |

|                                |                                        |       |                |                                                                                |
| 2 maart 2016 19:30 uur (UTC−3) | Club Nacional de Football              | 0 – 0 | CA River Plate | Estadio Gran Parque Central, Montevideo Scheidsrechter: Victor Carrillo (Peru) |
| 2 maart 2016 19:30 uur (UTC−3) | Verslag (Conmebol) Verslag (Soccerway) |       |                | Estadio Gran Parque Central, Montevideo Scheidsrechter: Victor Carrillo (Peru) |

|                                |                             |                                        |                    |                                                                          |
| 2 maart 2016 21:45 uur (UTC−3) | SE Palmeiras                | 2 – 0                                  | CA Rosario Central | Arena do Palmeiras, São Paulo Scheidsrechter: Enrique Cáceres (Paraguay) |
| 2 maart 2016 21:45 uur (UTC−3) | Cristaldo 25' Allione 90+4' | Verslag (Conmebol) Verslag (Soccerway) |                    | Arena do Palmeiras, São Paulo Scheidsrechter: Enrique Cáceres (Paraguay) |

|                                |                                 |                                        |                    |                                                                                |
| 9 maart 2016 19:30 uur (UTC−3) | CA Rosario Central              | 4 – 1                                  | CA River Plate     | Estadio Gigante de Arroyito, Rosario Scheidsrechter: Ulises Mereles (Paraguay) |
| 9 maart 2016 19:30 uur (UTC−3) | Rubén 19', 61', 71' Herrera 57' | Verslag (Conmebol) Verslag (Soccerway) | 64' Michael Santos | Estadio Gigante de Arroyito, Rosario Scheidsrechter: Ulises Mereles (Paraguay) |

|                                |                     |                                        |                           |                                                                     |
| 9 maart 2016 21:45 uur (UTC−3) | SE Palmeiras        | 1 – 2                                  | Club Nacional de Football | Arena do Palmeiras, São Paulo Scheidsrechter: Enrique Osses (Chili) |
| 9 maart 2016 21:45 uur (UTC−3) | Gabriel Jesus 45+4' | Verslag (Conmebol) Verslag (Soccerway) | 38' López 41' Barcia      | Arena do Palmeiras, São Paulo Scheidsrechter: Enrique Osses (Chili) |

|                                 |                    |                                        |                                     |                                                                                    |
| 17 maart 2016 19:30 uur (UTC−3) | CA River Plate     | 1 – 3                                  | CA Rosario Central                  | Estadio Domingo Burgueño Miguel, Maldonado Scheidsrechter: José Argote (Venezuela) |
| 17 maart 2016 19:30 uur (UTC−3) | Michael Santos 12' | Verslag (Conmebol) Verslag (Soccerway) | 14' Donatti 51' Aguirre 90+2' Cervi | Estadio Domingo Burgueño Miguel, Maldonado Scheidsrechter: José Argote (Venezuela) |

|                                 |                           |                                        |              |                                                                               |
| 17 maart 2016 21:45 uur (UTC−3) | Club Nacional de Football | 1 – 0                                  | SE Palmeiras | Estadio Gran Parque Central, Montevideo Scheidsrechter: Carlos Vera (Ecuador) |
| 17 maart 2016 21:45 uur (UTC−3) | López 50'                 | Verslag (Conmebol) Verslag (Soccerway) |              | Estadio Gran Parque Central, Montevideo Scheidsrechter: Carlos Vera (Ecuador) |

|                                |                                        |                                        |                                   |                                                                               |
| 6 april 2016 21:45 uur (UTC−3) | CA Rosario Central                     | 3 – 3                                  | SE Palmeiras                      | Estadio Gigante de Arroyito, Rosario Scheidsrechter: Roddy Zambrano (Ecuador) |
| 6 april 2016 21:45 uur (UTC−3) | Donatti 33' Cervi 51' Rubén 66' (pen.) | Verslag (Conmebol) Verslag (Soccerway) | 5', 45' Gabriel Jesus 77' Barrios | Estadio Gigante de Arroyito, Rosario Scheidsrechter: Roddy Zambrano (Ecuador) |

|                                |                              |                                        |                           |                                                                                       |
| 7 april 2016 19:30 uur (UTC−3) | CA River Plate               | 2 – 2                                  | Club Nacional de Football | Estadio Domingo Burgueño Miguel, Maldonado Scheidsrechter: Enrique Cáceres (Paraguay) |
| 7 april 2016 19:30 uur (UTC−3) | Taján 5' González 81' (e.d.) | Verslag (Conmebol) Verslag (Soccerway) | 8' Victorino 72' Ramírez  | Estadio Domingo Burgueño Miguel, Maldonado Scheidsrechter: Enrique Cáceres (Paraguay) |

|                                 |                           |                                        |                         |                                                                                        |
| 14 april 2016 21:45 uur (UTC−3) | Club Nacional de Football | 0 – 2                                  | CA Rosario Central      | Estadio Gran Parque Central, Montevideo Scheidsrechter: Roberto García Orozco (Mexico) |
| 14 april 2016 21:45 uur (UTC−3) |                           | Verslag (Conmebol) Verslag (Soccerway) | 44' Donatti 70' Herrera | Estadio Gran Parque Central, Montevideo Scheidsrechter: Roberto García Orozco (Mexico) |

|                                 |                                                     |                                        |                |                                                                         |
| 14 april 2016 21:45 uur (UTC−3) | SE Palmeiras                                        | 4 – 0                                  | CA River Plate | Arena do Palmeiras, São Paulo Scheidsrechter: Óscar Maldonado (Bolivia) |
| 14 april 2016 21:45 uur (UTC−3) | Egídio 19' Allione 45+4', 73' Alecsandro 81' (pen.) | Verslag (Conmebol) Verslag (Soccerway) |                | Arena do Palmeiras, São Paulo Scheidsrechter: Óscar Maldonado (Bolivia) |

### Groep 3
| Nr. | Club           | Wedstrijden | Wedstrijden | Wedstrijden | Wedstrijden | Doelpunten | Doelpunten | Doelpunten | Punten |
| --- | -------------- | ----------- | ----------- | ----------- | ----------- | ---------- | ---------- | ---------- | ------ |
| Nr. | Club           | WG          | W           | G           | V           | DV         | DT         | Saldo      | Punten |
| 1   | Boca Juniors   | 6           | 3           | 3           | 0           | 11         | 4          | +7         | 12     |
| 2   | Racing Club    | 6           | 2           | 3           | 1           | 11         | 7          | +4         | 9      |
| 3   | Club Bolívar   | 6           | 1           | 3           | 2           | 10         | 10         | 0          | 6      |
| 4   | Deportivo Cali | 6           | 0           | 3           | 3           | 7          | 18         | –11        | 3      |

| Uitploeg →     | CABJ  | Bolívar | Cali  | Racing |
| Thuisploeg ↓   | CABJ  | Bolívar | Cali  | Racing |
| -------------- | ----- | ------- | ----- | ------ |
| Boca Juniors   |       | 3 – 1   | 6 – 2 | 0 – 0  |
| Bolívar        | 1 – 1 |         | 5 – 0 | 1 – 1  |
| Deportivo Cali | 0 – 0 | 1 – 1   |       | 2 – 2  |
| Racing Club    | 0 – 1 | 4 – 1   | 4 – 2 |        |

|                                    |                                                 |                                        |              |                                                                                             |
| 24 februari 2016 19:30 uur (UTC−3) | Racing Club                                     | 4 – 1                                  | Club Bolívar | Estadio Presidente Juan Domingo Perón, Avellaneda Scheidsrechter: Ulises Mereles (Paraguay) |
| 24 februari 2016 19:30 uur (UTC−3) | 10' Lisandro 27' Martínez 32' De Paul 82' Acuña | Verslag (Conmebol) Verslag (Soccerway) | 88' Arce     | Estadio Presidente Juan Domingo Perón, Avellaneda Scheidsrechter: Ulises Mereles (Paraguay) |

|                                    |                                        |       |                 |                                                                            |
| 24 februari 2016 19:45 uur (UTC−5) | Deportivo Cali                         | 0 – 0 | CA Boca Juniors | Estadio Deportivo Cali, Palmira Scheidsrechter: Péricles Cortez (Brazilië) |
| 24 februari 2016 19:45 uur (UTC−5) | Verslag (Conmebol) Verslag (Soccerway) |       |                 | Estadio Deportivo Cali, Palmira Scheidsrechter: Péricles Cortez (Brazilië) |

|                                |                                        |       |             |                                                                                  |
| 3 maart 2016 19:30 uur (UTC−3) | CA Boca Juniors                        | 0 – 0 | Racing Club | Estadio Alberto J. Armando, Buenos Aires Scheidsrechter: Sandro Ricci (Brazilië) |
| 3 maart 2016 19:30 uur (UTC−3) | Verslag (Conmebol) Verslag (Soccerway) |       |             | Estadio Alberto J. Armando, Buenos Aires Scheidsrechter: Sandro Ricci (Brazilië) |

|                                |                                             |                                        |                |                                                                      |
| 3 maart 2016 20:45 uur (UTC−4) | Club Bolívar                                | 5 – 0                                  | Deportivo Cali | Estadio Hernando Siles, La Paz Scheidsrechter: Carlos Orbe (Ecuador) |
| 3 maart 2016 20:45 uur (UTC−4) | Arce 4', 19', 78' Capdevila 40' Cardozo 73' | Verslag (Conmebol) Verslag (Soccerway) |                | Estadio Hernando Siles, La Paz Scheidsrechter: Carlos Orbe (Ecuador) |

|                                 |              |                                        |                 |                                                                       |
| 10 maart 2016 20:45 uur (UTC−4) | Club Bolívar | 1 – 1                                  | CA Boca Juniors | Estadio Hernando Siles, La Paz Scheidsrechter: Andrés Cunha (Uruguay) |
| 10 maart 2016 20:45 uur (UTC−4) | Saavedra 28' | Verslag (Conmebol) Verslag (Soccerway) | 90+5' Carrizo   | Estadio Hernando Siles, La Paz Scheidsrechter: Andrés Cunha (Uruguay) |

|                                 |                      |                                        |                        |                                                                   |
| 17 maart 2016 19:45 uur (UTC−5) | Deportivo Cali       | 2 – 2                                  | Racing Club            | Estadio Deportivo Cali, Palmira Scheidsrechter: Diego Haro (Peru) |
| 17 maart 2016 19:45 uur (UTC−5) | Roa 10' Sambueza 33' | Verslag (Conmebol) Verslag (Soccerway) | 61' Grimi 72' Lisandro | Estadio Deportivo Cali, Palmira Scheidsrechter: Diego Haro (Peru) |

|                                |                                |                                        |                     |                                                                                 |
| 7 april 2016 19:30 uur (UTC−3) | CA Boca Juniors                | 3 – 1                                  | Club Bolívar        | Estadio Alberto J. Armando, Buenos Aires Scheidsrechter: Victor Carrillo (Peru) |
| 7 april 2016 19:30 uur (UTC−3) | Gago 33' Tévez 43' Carrizo 49' | Verslag (Conmebol) Verslag (Soccerway) | 72' (pen.) Callejón | Estadio Alberto J. Armando, Buenos Aires Scheidsrechter: Victor Carrillo (Peru) |

|                                |                                               |                                        |                     |                                                                                          |
| 7 april 2016 21:45 uur (UTC−3) | Racing Club                                   | 4 – 2                                  | Deportivo Cali      | Estadio Presidente Juan Domingo Perón, Avellaneda Scheidsrechter: Héber Lopes (Brazilië) |
| 7 april 2016 21:45 uur (UTC−3) | Grimi 7' Lisandro 27' Romero 38' Martínez 81' | Verslag (Conmebol) Verslag (Soccerway) | 49' Roa 90+1' Pérez | Estadio Presidente Juan Domingo Perón, Avellaneda Scheidsrechter: Héber Lopes (Brazilië) |

|                                 |             |                                        |                 |                                                                                         |
| 13 april 2016 21:45 uur (UTC−3) | Racing Club | 0 – 1                                  | CA Boca Juniors | Estadio Presidente Juan Domingo Perón, Avellaneda Scheidsrechter: Carlos Vera (Ecuador) |
| 13 april 2016 21:45 uur (UTC−3) |             | Verslag (Conmebol) Verslag (Soccerway) | 84' Lodeiro     | Estadio Presidente Juan Domingo Perón, Avellaneda Scheidsrechter: Carlos Vera (Ecuador) |

|                                 |                |                                        |               |                                                                           |
| 14 april 2016 19:45 uur (UTC−6) | Deportivo Cali | 1 – 1                                  | Club Bolívar  | Estadio Deportivo Cali, Palmira Scheidsrechter: Julio Quintana (Paraguay) |
| 14 april 2016 19:45 uur (UTC−6) | Lozano 4'      | Verslag (Conmebol) Verslag (Soccerway) | 67' Cellerino | Estadio Deportivo Cali, Palmira Scheidsrechter: Julio Quintana (Paraguay) |

|                                 |               |                                        |              |                                                                           |
| 20 april 2016 18:30 uur (UTC−4) | Club Bolívar  | 1 – 1                                  | Racing Club  | Estadio Hernando Siles, La Paz Scheidsrechter: Fernando Guerrero (Mexico) |
| 20 april 2016 18:30 uur (UTC−4) | Cellerino 69' | Verslag (Conmebol) Verslag (Soccerway) | 73' Martínez | Estadio Hernando Siles, La Paz Scheidsrechter: Fernando Guerrero (Mexico) |

|                                 |                                                           |                                        |                    |                                                                                       |
| 20 april 2016 19:30 uur (UTC−3) | CA Boca Juniors                                           | 6 – 2                                  | Deportivo Cali     | Estadio Alberto J. Armando, Buenos Aires Scheidsrechter: Christian Ferreyra (Uruguay) |
| 20 april 2016 19:30 uur (UTC−3) | Fabra 17' Tévez 38', 72' Chávez 48' Jara 79' Palacios 87' | Verslag (Conmebol) Verslag (Soccerway) | 36', 37' Cassierra | Estadio Alberto J. Armando, Buenos Aires Scheidsrechter: Christian Ferreyra (Uruguay) |

### Groep 4
| Nr. | Club              | Wedstrijden | Wedstrijden | Wedstrijden | Wedstrijden | Doelpunten | Doelpunten | Doelpunten | Punten |
| --- | ----------------- | ----------- | ----------- | ----------- | ----------- | ---------- | ---------- | ---------- | ------ |
| Nr. | Club              | WG          | W           | G           | V           | DV         | DT         | Saldo      | Punten |
| 1   | Atlético Nacional | 6           | 5           | 1           | 0           | 12         | 0          | +12        | 16     |
| 2   | CA Huracán        | 6           | 2           | 2           | 2           | 7          | 7          | 0          | 8      |
| 3   | CA Peñarol        | 6           | 1           | 2           | 3           | 5          | 11         | –6         | 5      |
| 4   | Sporting Cristal  | 6           | 1           | 1           | 4           | 9          | 15         | –6         | 4      |

| Uitploeg →       | Peñarol | Nacional | Cristal | Huracán |
| Thuisploeg ↓     | Peñarol | Nacional | Cristal | Huracán |
| ---------------- | ------- | -------- | ------- | ------- |
| Peñarol          |         | 0 – 4    | 4 – 3   | 0 – 1   |
| Atl. Nacional    | 2 – 0   |          | 3 – 0   | 0 – 0   |
| Sporting Cristal | 1 – 1   | 0 – 1    |         | 3 – 2   |
| Huracán          | 0 – 0   | 0 – 2    | 4 – 2   |         |

|                               |                       |                                        |            |                                                                          |
| 18 februari 19:45 uur (UTC−5) | Club Sporting Cristal | 1 – 1                                  | CA Peñarol | Estadio Alberto Gallardo, Lima Scheidsrechter: Wilton Sampaio (Brazilië) |
| 18 februari 19:45 uur (UTC−5) | Rodríguez 74'         | Verslag (Conmebol) Verslag (Soccerway) | 39' Aguiar | Estadio Alberto Gallardo, Lima Scheidsrechter: Wilton Sampaio (Brazilië) |

|                                    |            |                                        |                        |                                                                               |
| 23 februari 2016 21:45 uur (UTC−3) | CA Huracán | 0 – 2                                  | Club Atlético Nacional | Estadio Tomás Adolfo Ducó, Buenos Aires Scheidsrechter: Roberto Tobar (Chili) |
| 23 februari 2016 21:45 uur (UTC−3) |            | Verslag (Conmebol) Verslag (Soccerway) | 44' Moreno 81' Berrío  | Estadio Tomás Adolfo Ducó, Buenos Aires Scheidsrechter: Roberto Tobar (Chili) |

|                                |                                   |                                        |                       |                                                                               |
| 1 maart 2016 19:45 uur (UTC−5) | Club Atlético Nacional            | 3 – 0                                  | Club Sporting Cristal | Estadio Atanasio Girardot, Medellín Scheidsrechter: Óscar Maldonado (Bolivia) |
| 1 maart 2016 19:45 uur (UTC−5) | Sánchez 12' Copete 33' Moreno 74' | Verslag (Conmebol) Verslag (Soccerway) |                       | Estadio Atanasio Girardot, Medellín Scheidsrechter: Óscar Maldonado (Bolivia) |

|                                |            |                                        |            |                                                                                |
| 1 maart 2016 21:45 uur (UTC−3) | CA Peñarol | 0 – 1                                  | CA Huracán | Estadio Centenario, Montevideo Scheidsrechter: César Ramos Palazuelos (Mexico) |
| 1 maart 2016 21:45 uur (UTC−3) |            | Verslag (Conmebol) Verslag (Soccerway) | 8' Romero  | Estadio Centenario, Montevideo Scheidsrechter: César Ramos Palazuelos (Mexico) |

|                                |                          |                                        |            |                                                                            |
| 8 maart 2016 19:45 uur (UTC−5) | Club Atlético Nacional   | 2 – 0                                  | CA Peñarol | Estadio Atanasio Girardot, Medellín Scheidsrechter: Héber Lopes (Brazilië) |
| 8 maart 2016 19:45 uur (UTC−5) | Bocanegra 55' Moreno 61' | Verslag (Conmebol) Verslag (Soccerway) |            | Estadio Atanasio Girardot, Medellín Scheidsrechter: Héber Lopes (Brazilië) |

|                                |                                 |                                        |                |                                                                               |
| 8 maart 2016 19:45 uur (UTC−5) | Club Sporting Cristal           | 3 – 2                                  | CA Huracán     | Estadio Alberto Gallardo, Lima Scheidsrechter: Mario Díaz de Vivar (Paraguay) |
| 8 maart 2016 19:45 uur (UTC−5) | Costa 25' Silva 35', 56' (pen.) | Verslag (Conmebol) Verslag (Soccerway) | 57', 77' Ábila | Estadio Alberto Gallardo, Lima Scheidsrechter: Mario Díaz de Vivar (Paraguay) |

|                                 |            |                                        |                                               |                                                                       |
| 15 maart 2016 21:45 uur (UTC−3) | CA Peñarol | 0 – 4                                  | Club Atlético Nacional                        | Estadio Centenario, Montevideo Scheidsrechter: Julio Bascuñán (Chili) |
| 15 maart 2016 21:45 uur (UTC−3) |            | Verslag (Conmebol) Verslag (Soccerway) | 8' Copete 45+1' Bocanegra 82' Berrío 85' Ruiz | Estadio Centenario, Montevideo Scheidsrechter: Julio Bascuñán (Chili) |

|                                |                                        |                                        |                          |                                                                                  |
| 5 april 2016 19:30 uur (UTC−3) | CA Huracán                             | 4 – 2                                  | Club Sporting Cristal    | Estadio Tomás Adolfo Ducó, Buenos Aires Scheidsrechter: Raphael Claus (Brazilië) |
| 5 april 2016 19:30 uur (UTC−3) | Ábila 24', 30' Romero 68' Miralles 84' | Verslag (Conmebol) Verslag (Soccerway) | 16' Silva 43' Calcaterra | Estadio Tomás Adolfo Ducó, Buenos Aires Scheidsrechter: Raphael Claus (Brazilië) |

|                                 |                                        |       |            |                                                                              |
| 12 april 2016 19:30 uur (UTC−3) | CA Huracán                             | 0 – 0 | CA Peñarol | Estadio Tomás Adolfo Ducó, Buenos Aires Scheidsrechter: Omar Ponce (Ecuador) |
| 12 april 2016 19:30 uur (UTC−3) | Verslag (Conmebol) Verslag (Soccerway) |       |            | Estadio Tomás Adolfo Ducó, Buenos Aires Scheidsrechter: Omar Ponce (Ecuador) |

|                                 |                       |                                        |                        |                                                                      |
| 12 april 2016 21:45 uur (UTC−5) | Club Sporting Cristal | 0 – 1                                  | Club Atlético Nacional | Estadio Alberto Gallardo, Lima Scheidsrechter: Juan Soto (Venezuela) |
| 12 april 2016 21:45 uur (UTC−5) |                       | Verslag (Conmebol) Verslag (Soccerway) | 13' (pen.) Ibarbo      | Estadio Alberto Gallardo, Lima Scheidsrechter: Juan Soto (Venezuela) |

|                                 |                                        |       |            |                                                                           |
| 19 april 2016 17:30 uur (UTC−5) | Club Atlético Nacional                 | 0 – 0 | CA Huracán | Estadio Atanasio Girardot, Medellín Scheidsrechter: Enrique Osses (Chili) |
| 19 april 2016 17:30 uur (UTC−5) | Verslag (Conmebol) Verslag (Soccerway) |       |            | Estadio Atanasio Girardot, Medellín Scheidsrechter: Enrique Osses (Chili) |

|                                 |                                           |                                        |                              |                                                                                          |
| 19 april 2016 19:30 uur (UTC−3) | CA Peñarol                                | 4 – 3                                  | Club Sporting Cristal        | Estadio Campeón del Siglo, Montevideo Scheidsrechter: Luiz Flávio de Oliveira (Brazilië) |
| 19 april 2016 19:30 uur (UTC−3) | Aguiar 30' Novick 72', 81' Albarracín 85' | Verslag (Conmebol) Verslag (Soccerway) | 18', 24' Rodríguez 37' Ávila | Estadio Campeón del Siglo, Montevideo Scheidsrechter: Luiz Flávio de Oliveira (Brazilië) |

### Groep 5
| Nr. | Club                    | Wedstrijden | Wedstrijden | Wedstrijden | Wedstrijden | Doelpunten | Doelpunten | Doelpunten | Punten |
| --- | ----------------------- | ----------- | ----------- | ----------- | ----------- | ---------- | ---------- | ---------- | ------ |
| Nr. | Club                    | WG          | W           | G           | V           | DV         | DT         | Saldo      | Punten |
| 1   | Atlético Mineiro        | 6           | 4           | 1           | 1           | 12         | 4          | +8         | 13     |
| 2   | Independiente del Valle | 6           | 3           | 2           | 1           | 7          | 4          | +3         | 11     |
| 3   | Colo-Colo               | 6           | 2           | 3           | 1           | 4          | 5          | –1         | 9      |
| 4   | FBC Melgar              | 6           | 0           | 0           | 6           | 2          | 12         | –10        | 0      |

| Uitploeg →       | Atlético | Colo  | Melgar | Indep. |
| Thuisploeg ↓     | Atlético | Colo  | Melgar | Indep. |
| ---------------- | -------- | ----- | ------ | ------ |
| Atlético Mineiro |          | 3 – 0 | 4 – 0  | 1 – 0  |
| Colo-Colo        | 0 – 0    |       | 1 – 0  | 0 – 0  |
| Melgar           | 1 – 2    | 1 – 2 |        | 0 – 1  |
| Independiente    | 3 – 2    | 1 – 1 | 2 – 0  |        |

|                                    |                  |                                        |                               |                                                                                          |
| 17 februari 2016 18:45 uur (UTC−5) | FBC Melgar       | 1 – 2                                  | Clube Atlético Mineiro        | Estadio Monumental Virgen de Chapi, Arequipa Scheidsrechter: Wilson Lamouroux (Colombia) |
| 17 februari 2016 18:45 uur (UTC−5) | O. Fernández 14' | Verslag (Conmebol) Verslag (Soccerway) | 20' Rafael Carioca 38' Patric | Estadio Monumental Virgen de Chapi, Arequipa Scheidsrechter: Wilson Lamouroux (Colombia) |

|                                    |                             |                                        |               |                                                                                        |
| 18 februari 2016 19:45 uur (UTC−5) | CSD Independiente del Valle | 1 – 1                                  | CSD Colo-Colo | Estadio Municipal General Rumiñahui, Sangolquí Scheidsrechter: José Argote (Venezuela) |
| 18 februari 2016 19:45 uur (UTC−5) | Orejuela 66'                | Verslag (Conmebol) Verslag (Soccerway) | 62' Paredes   | Estadio Municipal General Rumiñahui, Sangolquí Scheidsrechter: José Argote (Venezuela) |

|                                    |               |                                        |            |                                                                                    |
| 24 februari 2016 19:30 uur (UTC−3) | CSD Colo-Colo | 1 – 0                                  | FBC Melgar | Estadio Monumental David Arellano, Macul Scheidsrechter: Julio Quintana (Paraguay) |
| 24 februari 2016 19:30 uur (UTC−3) | Paredes 64'   | Verslag (Conmebol) Verslag (Soccerway) |            | Estadio Monumental David Arellano, Macul Scheidsrechter: Julio Quintana (Paraguay) |

|                                    |                        |                                        |                             |                                                                                          |
| 24 februari 2016 21:45 uur (UTC−3) | Clube Atlético Mineiro | 1 – 0                                  | CSD Independiente del Valle | Estadio Raimundo Sampaio, Belo Horizonte Scheidsrechter: Fernando Rapallini (Argentinië) |
| 24 februari 2016 21:45 uur (UTC−3) | Pratto 3'              | Verslag (Conmebol) Verslag (Soccerway) |                             | Estadio Raimundo Sampaio, Belo Horizonte Scheidsrechter: Fernando Rapallini (Argentinië) |

|                                |                                        |       |                             |                                              |
| 1 maart 2016 15:15 uur (UTC−5) | FBC Melgar                             | 0 – 1 | CSD Independiente del Valle | Estadio Monumental Virgen de Chapi, Arequipa |
| 1 maart 2016 15:15 uur (UTC−5) | Verslag (Conmebol) Verslag (Soccerway) |       |                             | Estadio Monumental Virgen de Chapi, Arequipa |

|                                 |                                        |       |                        |                                          |
| 10 maart 2016 21:45 uur (UTC−3) | CSD Colo-Colo                          | 0 – 0 | Clube Atlético Mineiro | Estadio Monumental David Arellano, Macul |
| 10 maart 2016 21:45 uur (UTC−3) | Verslag (Conmebol) Verslag (Soccerway) |       |                        | Estadio Monumental David Arellano, Macul |

|                                 |                                        |       |            |                                                |
| 15 maart 2016 17:30 uur (UTC−5) | CSD Independiente del Valle            | 2 – 0 | FBC Melgar | Estadio Municipal General Rumiñahui, Sangolquí |
| 15 maart 2016 17:30 uur (UTC−5) | Verslag (Conmebol) Verslag (Soccerway) |       |            | Estadio Municipal General Rumiñahui, Sangolquí |

|                                 |                                        |       |               |                                          |
| 16 maart 2016 21:45 uur (UTC−3) | Clube Atlético Mineiro                 | 3 – 0 | CSD Colo-Colo | Estadio Raimundo Sampaio, Belo Horizonte |
| 16 maart 2016 21:45 uur (UTC−3) | Verslag (Conmebol) Verslag (Soccerway) |       |               | Estadio Raimundo Sampaio, Belo Horizonte |

|                                |                                        |       |                        |                                                |
| 6 april 2016 19:45 uur (UTC−5) | CSD Independiente del Valle            | 3 – 2 | Clube Atlético Mineiro | Estadio Municipal General Rumiñahui, Sangolquí |
| 6 april 2016 19:45 uur (UTC−5) | Verslag (Conmebol) Verslag (Soccerway) |       |                        | Estadio Municipal General Rumiñahui, Sangolquí |

|                                |                                        |       |               |                                              |
| 7 april 2016 19:45 uur (UTC−5) | FBC Melgar                             | 1 – 2 | CSD Colo-Colo | Estadio Monumental Virgen de Chapi, Arequipa |
| 7 april 2016 19:45 uur (UTC−5) | Verslag (Conmebol) Verslag (Soccerway) |       |               | Estadio Monumental Virgen de Chapi, Arequipa |

|                                 |                                        |       |            |                                          |
| 14 april 2016 19:30 uur (UTC−3) | Clube Atlético Mineiro                 | 4 – 0 | FBC Melgar | Estadio Raimundo Sampaio, Belo Horizonte |
| 14 april 2016 19:30 uur (UTC−3) | Verslag (Conmebol) Verslag (Soccerway) |       |            | Estadio Raimundo Sampaio, Belo Horizonte |

|                                 |                                        |       |                             |                                          |
| 14 april 2016 19:30 uur (UTC−3) | CSD Colo-Colo                          | 0 – 0 | CSD Independiente del Valle | Estadio Monumental David Arellano, Macul |
| 14 april 2016 19:30 uur (UTC−3) | Verslag (Conmebol) Verslag (Soccerway) |       |                             | Estadio Monumental David Arellano, Macul |

### Groep 6
| Nr. | Club                | Wedstrijden | Wedstrijden | Wedstrijden | Wedstrijden | Doelpunten | Doelpunten | Doelpunten | Punten |
| --- | ------------------- | ----------- | ----------- | ----------- | ----------- | ---------- | ---------- | ---------- | ------ |
| Nr. | Club                | WG          | W           | G           | V           | DV         | DT         | Saldo      | Punten |
| 1   | Deportivo Toluca FC | 6           | 4           | 1           | 1           | 9          | 5          | +4         | 13     |
| 2   | Grêmio FBPA         | 6           | 3           | 2           | 1           | 10         | 6          | +4         | 11     |
| 3   | CA San Lorenzo      | 6           | 0           | 4           | 2           | 5          | 8          | –3         | 4      |
| 4   | LDU Quito           | 6           | 1           | 1           | 4           | 7          | 12         | –5         | 4      |

| Uitploeg →   | CASLdeA | Grêmio | Quito | Toluca |
| Thuisploeg ↓ | CASLdeA | Grêmio | Quito | Toluca |
| ------------ | ------- | ------ | ----- | ------ |
| San Lorenzo  |         | 1 – 1  | 1 – 1 | 1 – 1  |
| Grêmio       | 1 – 1   |        | 4 – 0 | 1 – 0  |
| LDU Quito    | 2 – 0   | 2 – 3  |       | 1 – 2  |
| Toluca       | 2 – 1   | 2 – 0  | 2 – 1 |        |

|                                    |                          |                                        |             |                                                                             |
| 17 februari 2016 20:00 uur (UTC−6) | Deportivo Toluca FC      | 2 – 0                                  | Grêmio FBPA | Estadio Nemesio Díez, Toluca de Lerdo Scheidsrechter: Gery Vargas (Bolivia) |
| 17 februari 2016 20:00 uur (UTC−6) | Triverio 46', 76' (pen.) | Verslag (Conmebol) Verslag (Soccerway) |             | Estadio Nemesio Díez, Toluca de Lerdo Scheidsrechter: Gery Vargas (Bolivia) |

|                                    |                    |                                        |                           | |
| 23 februari 2016 17:30 uur (UTC−5) | LDU Quito          | 2 – 0                                  | CA San Lorenzo de Almagro | Estadio de Liga Deportiva Universitaria, San Francisco de Quito Scheidsrechter: Jonhatan Fuentes (Uruguay) |
| 23 februari 2016 17:30 uur (UTC−5) | Morales 49', 90+1' | Verslag (Conmebol) Verslag (Soccerway) |                           | Estadio de Liga Deportiva Universitaria, San Francisco de Quito Scheidsrechter: Jonhatan Fuentes (Uruguay) |

|                                |                                        |       |                     |                                      |
| 2 maart 2016 19:30 uur (UTC−3) | CA San Lorenzo de Almagro              | 1 – 1 | Deportivo Toluca FC | Estadio Pedro Bidegain, Buenos Aires |
| 2 maart 2016 19:30 uur (UTC−3) | Verslag (Conmebol) Verslag (Soccerway) |       |                     | Estadio Pedro Bidegain, Buenos Aires |

|                                |                                        |       |           |                               |
| 2 maart 2016 21:45 uur (UTC−3) | Grêmio FBPA                            | 4 – 0 | LDU Quito | Arena do Grêmio, Porto Alegre |
| 2 maart 2016 21:45 uur (UTC−3) | Verslag (Conmebol) Verslag (Soccerway) |       |           | Arena do Grêmio, Porto Alegre |

|                                |                                        |       |                           |                               |
| 9 maart 2015 21:45 uur (UTC−3) | Grêmio FBPA                            | 1 – 1 | CA San Lorenzo de Almagro | Arena do Grêmio, Porto Alegre |
| 9 maart 2015 21:45 uur (UTC−3) | Verslag (Conmebol) Verslag (Soccerway) |       |                           | Arena do Grêmio, Porto Alegre |

|                                 |                                        |       |                     |                                                                 |
| 10 maart 2016 19:45 uur (UTC−5) | LDU Quito                              | 1 – 2 | Deportivo Toluca FC | Estadio de Liga Deportiva Universitaria, San Francisco de Quito |
| 10 maart 2016 19:45 uur (UTC−5) | Verslag (Conmebol) Verslag (Soccerway) |       |                     | Estadio de Liga Deportiva Universitaria, San Francisco de Quito |

|                                 |                                        |       |             |                                      |
| 15 maart 2016 21:45 uur (UTC−3) | CA San Lorenzo de Almagro              | 1 – 1 | Grêmio FBPA | Estadio Pedro Bidegain, Buenos Aires |
| 15 maart 2016 21:45 uur (UTC−3) | Verslag (Conmebol) Verslag (Soccerway) |       |             | Estadio Pedro Bidegain, Buenos Aires |

|                                |                                        |       |           |                                       |
| 5 april 2016 19:45 uur (UTC−5) | Deportivo Toluca FC                    | 2 – 1 | LDU Quito | Estadio Nemesio Díez, Toluca de Lerdo |
| 5 april 2016 19:45 uur (UTC−5) | Verslag (Conmebol) Verslag (Soccerway) |       |           | Estadio Nemesio Díez, Toluca de Lerdo |

|                                 |                                        |       |                           |                                       |
| 12 april 2016 21:45 uur (UTC−5) | Deportivo Toluca FC                    | 2 – 1 | CA San Lorenzo de Almagro | Estadio Nemesio Díez, Toluca de Lerdo |
| 12 april 2016 21:45 uur (UTC−5) | Verslag (Conmebol) Verslag (Soccerway) |       |                           | Estadio Nemesio Díez, Toluca de Lerdo |

|                                 |                                        |       |             |                                                                 |
| 13 april 2016 19:40 uur (UTC−5) | LDU Quito                              | 2 – 3 | Grêmio FBPA | Estadio de Liga Deportiva Universitaria, San Francisco de Quito |
| 13 april 2016 19:40 uur (UTC−5) | Verslag (Conmebol) Verslag (Soccerway) |       |             | Estadio de Liga Deportiva Universitaria, San Francisco de Quito |

|                                 |                                        |       |           |                                      |
| 19 april 2016 21:45 uur (UTC−3) | CA San Lorenzo de Almagro              | 1 – 1 | LDU Quito | Estadio Pedro Bidegain, Buenos Aires |
| 19 april 2016 21:45 uur (UTC−3) | Verslag (Conmebol) Verslag (Soccerway) |       |           | Estadio Pedro Bidegain, Buenos Aires |

|                                 |                                        |       |                     |                               |
| 19 april 2016 21:45 uur (UTC−3) | Grêmio FBPA                            | 1 – 0 | Deportivo Toluca FC | Arena do Grêmio, Porto Alegre |
| 19 april 2016 21:45 uur (UTC−3) | Verslag (Conmebol) Verslag (Soccerway) |       |                     | Arena do Grêmio, Porto Alegre |

### Groep 7
| Nr. | Club              | Wedstrijden | Wedstrijden | Wedstrijden | Wedstrijden | Doelpunten | Doelpunten | Doelpunten | Punten |
| --- | ----------------- | ----------- | ----------- | ----------- | ----------- | ---------- | ---------- | ---------- | ------ |
| Nr. | Club              | WG          | W           | G           | V           | DV         | DT         | Saldo      | Punten |
| 1   | Club Pumas UNAM   | 6           | 5           | 0           | 1           | 17         | 8          | +9         | 15     |
| 2   | Deportivo Táchira | 6           | 3           | 0           | 3           | 6          | 11         | –5         | 9      |
| 3   | Olimpia Asunción  | 6           | 2           | 1           | 3           | 12         | 12         | 0          | 7      |
| 4   | CS Emelec         | 6           | 1           | 1           | 4           | 10         | 14         | –4         | 4      |

| Uitploeg →   | Olimpia | Emelec | Táchira | UNAM  |
| Thuisploeg ↓ | Olimpia | Emelec | Táchira | UNAM  |
| ------------ | ------- | ------ | ------- | ----- |
| Olimpia      |         | 4 – 2  | 4 – 0   | 0 – 2 |
| Emelec       | 2 – 2   |        | 2 – 0   | 2 – 3 |
| Táchira      | 2 – 1   | 1 – 0  |         | 2 – 0 |
| Pumas UNAM   | 4 – 1   | 4 – 2  | 4 – 1   |       |

|                                       |                           |                                        |              |                                                                                             |
| 16 februari 2016 21:30 uur (UTC−4:30) | Deportivo Táchira         | 2 – 1                                  | Club Olimpia | Estadio Polideportivo de Pueblo Nuevo, San Cristóbal Scheidsrechter: Héber Lopes (Brazilië) |
| 16 februari 2016 21:30 uur (UTC−4:30) | Mosquera 41' E. Pérez 61' | Verslag (Conmebol) Verslag (Soccerway) | 78' Núñez    | Estadio Polideportivo de Pueblo Nuevo, San Cristóbal Scheidsrechter: Héber Lopes (Brazilië) |

|                                    |                                              |                                        |               |                                                                                    |
| 18 februari 2016 21:00 uur (UTC−6) | Club Pumas UNAM                              | 4 – 2                                  | CS Emelec     | Estadio Olímpico Universitario, Ciudad de México Scheidsrechter: Diego Haro (Peru) |
| 18 februari 2016 21:00 uur (UTC−6) | Sosa 1' Verón 22' Alcoba 69' Mina 72' (e.d.) | Verslag (Conmebol) Verslag (Soccerway) | 17', 66' Mena | Estadio Olímpico Universitario, Ciudad de México Scheidsrechter: Diego Haro (Peru) |

|                                    |                                      |                                        |                   |                                                                                     |
| 25 februari 2016 19:45 uur (UTC−5) | CS Emelec                            | 2 – 0                                  | Deportivo Táchira | Estadio George Capwell, Santiago de Guayaquil Scheidsrechter: Raúl Orosco (Bolivia) |
| 25 februari 2016 19:45 uur (UTC−5) | Herrera 80' (pen.) Stracqualursi 83' | Verslag (Conmebol) Verslag (Soccerway) |                   | Estadio George Capwell, Santiago de Guayaquil Scheidsrechter: Raúl Orosco (Bolivia) |

|                                |                                        |       |                 |                                   |
| 1 maart 2016 19:30 uur (UTC−3) | Club Olimpia                           | 0 – 2 | Club Pumas UNAM | Estadio Manuel Ferreira, Asunción |
| 1 maart 2016 19:30 uur (UTC−3) | Verslag (Conmebol) Verslag (Soccerway) |       |                 | Estadio Manuel Ferreira, Asunción |

|                                |                                        |       |              |                                               |
| 8 maart 2016 17:30 uur (UTC−5) | CS Emelec                              | 2 – 2 | Club Olimpia | Estadio George Capwell, Santiago de Guayaquil |
| 8 maart 2016 17:30 uur (UTC−5) | Verslag (Conmebol) Verslag (Soccerway) |       |              | Estadio George Capwell, Santiago de Guayaquil |

|                                   |                                        |       |                 |                                                      |
| 9 maart 2016 20:15 uur (UTC−4:30) | Deportivo Táchira                      | 2 – 0 | Club Pumas UNAM | Estadio Polideportivo de Pueblo Nuevo, San Cristóbal |
| 9 maart 2016 20:15 uur (UTC−4:30) | Verslag (Conmebol) Verslag (Soccerway) |       |                 | Estadio Polideportivo de Pueblo Nuevo, San Cristóbal |

|                                 |                                        |       |           |                                   |
| 17 maart 2016 19:30 uur (UTC−3) | Club Olimpia                           | 4 – 2 | CS Emelec | Estadio Manuel Ferreira, Asunción |
| 17 maart 2016 19:30 uur (UTC−3) | Verslag (Conmebol) Verslag (Soccerway) |       |           | Estadio Manuel Ferreira, Asunción |

|                                 |                                        |       |                   |                                                  |
| 17 maart 2016 21:00 uur (UTC−6) | Club Pumas UNAM                        | 4 – 1 | Deportivo Táchira | Estadio Olímpico Universitario, Ciudad de México |
| 17 maart 2016 21:00 uur (UTC−6) | Verslag (Conmebol) Verslag (Soccerway) |       |                   | Estadio Olímpico Universitario, Ciudad de México |

|                                   |                                        |       |           |                                                      |
| 5 april 2016 18:00 uur (UTC−4:30) | Deportivo Táchira                      | 1 – 0 | CS Emelec | Estadio Polideportivo de Pueblo Nuevo, San Cristóbal |
| 5 april 2016 18:00 uur (UTC−4:30) | Verslag (Conmebol) Verslag (Soccerway) |       |           | Estadio Polideportivo de Pueblo Nuevo, San Cristóbal |

|                                |                                        |       |              |                                                  |
| 6 april 2016 22:00 uur (UTC−5) | Club Pumas UNAM                        | 4 – 1 | Club Olimpia | Estadio Olímpico Universitario, Ciudad de México |
| 6 april 2016 22:00 uur (UTC−5) | Verslag (Conmebol) Verslag (Soccerway) |       |              | Estadio Olímpico Universitario, Ciudad de México |

|                                 |                                        |       |                 |                                               |
| 13 april 2016 17:30 uur (UTC−5) | CS Emelec                              | 2 – 3 | Club Pumas UNAM | Estadio George Capwell, Santiago de Guayaquil |
| 13 april 2016 17:30 uur (UTC−5) | Verslag (Conmebol) Verslag (Soccerway) |       |                 | Estadio George Capwell, Santiago de Guayaquil |

|                                 |                                        |       |                   |                                   |
| 13 april 2016 18:30 uur (UTC−4) | Club Olimpia                           | 4 – 0 | Deportivo Táchira | Estadio Manuel Ferreira, Asunción |
| 13 april 2016 18:30 uur (UTC−4) | Verslag (Conmebol) Verslag (Soccerway) |       |                   | Estadio Manuel Ferreira, Asunción |

### Groep 8
| Nr. | Club                   | Wedstrijden | Wedstrijden | Wedstrijden | Wedstrijden | Doelpunten | Doelpunten | Doelpunten | Punten |
| --- | ---------------------- | ----------- | ----------- | ----------- | ----------- | ---------- | ---------- | ---------- | ------ |
| Nr. | Club                   | WG          | W           | G           | V           | DV         | DT         | Saldo      | Punten |
| 1   | SC Corinthians         | 6           | 4           | 1           | 1           | 13         | 4          | +9         | 13     |
| 2   | Cerro Porteño          | 6           | 3           | 1           | 2           | 6          | 7          | –1         | 10     |
| 3   | Independiente Santa Fe | 6           | 2           | 2           | 2           | 6          | 4          | +2         | 8      |
| 4   | CD Cobresal            | 6           | 1           | 0           | 5           | 4          | 14         | –10        | 3      |

| Uitploeg →    | Corinth. | Cerro | Cobresal | Santa Fe |
| Thuisploeg ↓  | Corinth. | Cerro | Cobresal | Santa Fe |
| ------------- | -------- | ----- | -------- | -------- |
| Corinthians   |          | 2 – 0 | 6 – 0    | 1 – 0    |
| Cerro Porteño | 3 – 2    |       | 2 – 1    | 1 – 0    |
| Cobresal      | 0 – 1    | 2 – 0 |          | 1 – 2    |
| Santa Fe      | 1 – 1    | 0 – 0 | 3 – 0    |          |

|                                    |                                        |       |                    |                                                                                |
| 16 februari 2016 21:00 uur (UTC−5) | Independiente Santa Fe                 | 0 – 0 | Club Cerro Porteño | Estadio Nemesio Camacho, Bogotá Scheidsrechter: Roberto García Orozco (Mexico) |
| 16 februari 2016 21:00 uur (UTC−5) | Verslag (Conmebol) Verslag (Soccerway) |       |                    | Estadio Nemesio Camacho, Bogotá Scheidsrechter: Roberto García Orozco (Mexico) |

|                                    |             |                                        |                         |                                                                      |
| 17 februari 2016 20:45 uur (UTC−3) | CD Cobresal | 0 – 1                                  | SC Corinthians Paulista | Estadio El Cobre, El Salvador Scheidsrechter: Andrés Cunha (Uruguay) |
| 17 februari 2016 20:45 uur (UTC−3) |             | Verslag (Conmebol) Verslag (Soccerway) | 90' (e.d.) Escalona     | Estadio El Cobre, El Salvador Scheidsrechter: Andrés Cunha (Uruguay) |

|                                    |                      |                                        |               |                                                                                  |
| 25 februari 2016 19:30 uur (UTC−3) | Club Cerro Porteño   | 2 – 1                                  | CD Cobresal   | Estadio General Pablo Rojas, Asunción Scheidsrechter: Néstor Pitana (Argentinië) |
| 25 februari 2016 19:30 uur (UTC−3) | Santana 49' Leal 51' | Verslag (Conmebol) Verslag (Soccerway) | 61' Maldonado | Estadio General Pablo Rojas, Asunción Scheidsrechter: Néstor Pitana (Argentinië) |

|                                |                                        |       |                        |                              |
| 2 maart 2016 21:45 uur (UTC−3) | SC Corinthians Paulista                | 1 – 0 | Independiente Santa Fe | Arena Corinthians, São Paulo |
| 2 maart 2016 21:45 uur (UTC−3) | Verslag (Conmebol) Verslag (Soccerway) |       |                        | Arena Corinthians, São Paulo |

|                                |                                        |       |                        |                               |
| 9 maart 2016 17:15 uur (UTC−3) | CD Cobresal                            | 1 – 2 | Independiente Santa Fe | Estadio El Cobre, El Salvador |
| 9 maart 2016 17:15 uur (UTC−3) | Verslag (Conmebol) Verslag (Soccerway) |       |                        | Estadio El Cobre, El Salvador |

|                                |                                        |       |                         |                                       |
| 9 maart 2016 19:30 uur (UTC−3) | Club Cerro Porteño                     | 3 – 2 | SC Corinthians Paulista | Estadio General Pablo Rojas, Asunción |
| 9 maart 2016 19:30 uur (UTC−3) | Verslag (Conmebol) Verslag (Soccerway) |       |                         | Estadio General Pablo Rojas, Asunción |

|                                 |                                        |       |             |                                 |
| 15 maart 2016 17:30 uur (UTC−5) | Independiente Santa Fe                 | 3 – 0 | CD Cobresal | Estadio Nemesio Camacho, Bogotá |
| 15 maart 2016 17:30 uur (UTC−5) | Verslag (Conmebol) Verslag (Soccerway) |       |             | Estadio Nemesio Camacho, Bogotá |

|                                 |                                        |       |                    |                              |
| 16 maart 2016 21:45 uur (UTC−3) | SC Corinthians Paulista                | 2 – 0 | Club Cerro Porteño | Arena Corinthians, São Paulo |
| 16 maart 2016 21:45 uur (UTC−3) | Verslag (Conmebol) Verslag (Soccerway) |       |                    | Arena Corinthians, São Paulo |

|                                 |                                        |       |                    |                               |
| 13 april 2016 17:15 uur (UTC−3) | CD Cobresal                            | 2 – 0 | Club Cerro Porteño | Estadio El Cobre, El Salvador |
| 13 april 2016 17:15 uur (UTC−3) | Verslag (Conmebol) Verslag (Soccerway) |       |                    | Estadio El Cobre, El Salvador |

|                                 |                                        |       |                         |                                 |
| 13 april 2016 19:45 uur (UTC−5) | Independiente Santa Fe                 | 1 – 1 | SC Corinthians Paulista | Estadio Nemesio Camacho, Bogotá |
| 13 april 2016 19:45 uur (UTC−5) | Verslag (Conmebol) Verslag (Soccerway) |       |                         | Estadio Nemesio Camacho, Bogotá |

|                                 |                                        |       |                        |                                       |
| 20 april 2016 20:45 uur (UTC−4) | Club Cerro Porteño                     | 1 – 0 | Independiente Santa Fe | Estadio General Pablo Rojas, Asunción |
| 20 april 2016 20:45 uur (UTC−4) | Verslag (Conmebol) Verslag (Soccerway) |       |                        | Estadio General Pablo Rojas, Asunción |

|                                 |                                        |       |             |                              |
| 20 april 2016 21:45 uur (UTC−3) | SC Corinthians Paulista                | 6 – 0 | CD Cobresal | Arena Corinthians, São Paulo |
| 20 april 2016 21:45 uur (UTC−3) | Verslag (Conmebol) Verslag (Soccerway) |       |             | Arena Corinthians, São Paulo |

## Knock-outfase
De zestien geplaatste ploegen kregen een nummer toegewezen op basis van hun prestaties uit de groepsfase. De groepswinnaars kregen de nummers 1-8 en de nummers twee kregen de nummers 9-16. Het exacte nummer werd vervolgens bepaald aan de hand van het aantal behaalde punten. Indien dat gelijk was werd er vervolgens gekeken naar doelsaldo, gemaakte doelpunten en ten slotte naar het aantal gemaakte uitdoelpunten. Als er dan nog ploegen gelijk stonden werd er geloot.
In de achtste finales werd het team met het laagste nummer gekoppeld aan dat met het hoogste nummer (dus nummer 1 tegen 16, nummer 2 tegen 15, et cetera). Hierdoor kon het voorkomen dat teams uit hetzelfde land, of teams die bij elkaar in de groep zaten, tegen elkaar moeten spelen, iets wat in de UEFA Champions League in deze fase nog niet is toegestaan.
Het schema is zo gemaakt, dat als de groepswinnaars allemaal zouden winnen, dat dan in de kwartfinales wederom het team met het laagste nummer tegen het team met het hoogste nummer speelt (dus de winnaar van 1 tegen 16 speelt tegen de winnaar van 8 tegen 9, et cetera). Hetzelfde geldt voor de halve finales (dus de winnaar van 1/16 tegen 8/9 speelt tegen de winnaar van 4/13 tegen 5/12 en de winnaar van 2/15 tegen 7/10 speelt tegen de winnaar van 3/14 tegen 6/11). Echter, als er twee ploegen uit hetzelfde land de halve finales bereiken, dan moeten ze sowieso tegen elkaar, ongeacht hun nummer.
In elke ronde speelt het team met het hogere nummer in de eerste wedstrijd thuis en het team met het lagere nummer in de tweede wedstrijd thuis. De enige uitzondering was eventueel de finale: volgens de regels moet de tweede wedstrijd van de finale in Zuid-Amerika worden gespeeld, dus als er een Mexicaanse ploeg de finale had gehaald, dan speelde die sowieso de eerste wedstrijd thuis, ongeacht hun nummer.
De winnaar van elke wedstrijd is in theorie de ploeg met de meeste wedstrijdpunten (3 voor winst, 1 voor een gelijkspel, 0 voor verlies). Bij gelijke stand wordt er gekeken naar het doelsaldo. In de praktijk komt dit erop neer dat de ploeg met de meeste gescoorde doelpunten over twee wedstrijden doorgaat naar de volgende ronde. Bij gelijke stand wordt er gekeken naar de ploeg die het meeste uitdoelpunten heeft gemaakt. Is ook dat gelijk, dan worden er strafschoppen genomen (er wordt niet verlengd). De enige uitzondering op deze regels is wederom de finale: is daar de stand over twee wedstrijden gelijk, dan wordt er niet gekeken naar het aantal uitdoelpunten, maar wordt er nu wel een verlenging gespeeld. Staat het daarna nog gelijk, dan moeten strafschoppen de beslissing brengen.
| Nr.                         | Team                              | WG                          | W                           | G                           | V                           | DV                          | DT                          | DS                          | Pnt.                        |
| Groepswinnaars (nummer 1–8) | Groepswinnaars (nummer 1–8)       | Groepswinnaars (nummer 1–8) | Groepswinnaars (nummer 1–8) | Groepswinnaars (nummer 1–8) | Groepswinnaars (nummer 1–8) | Groepswinnaars (nummer 1–8) | Groepswinnaars (nummer 1–8) | Groepswinnaars (nummer 1–8) | Groepswinnaars (nummer 1–8) |
| --------------------------- | --------------------------------- | --------------------------- | --------------------------- | --------------------------- | --------------------------- | --------------------------- | --------------------------- | --------------------------- | --------------------------- |
| 1                           | Atlético Nacional (Groep 4)       | 6                           | 5                           | 1                           | 0                           | 12                          | 0                           | +12                         | 16                          |
| 2                           | Pumas U.N.A.M. (Groep 7)          | 6                           | 5                           | 0                           | 1                           | 17                          | 8                           | +9                          | 15                          |
| 3                           | SC Corinthians (Groep 8)          | 6                           | 4                           | 1                           | 1                           | 13                          | 4                           | +9                          | 13                          |
| 4                           | Atlético Mineiro (Groep 5)        | 6                           | 4                           | 1                           | 1                           | 12                          | 4                           | +8                          | 13                          |
| 5                           | Deportivo Toluca FC (Groep 6)     | 6                           | 4                           | 1                           | 1                           | 9                           | 5                           | +4                          | 13                          |
| 6                           | Boca Juniors (Groep 3)            | 6                           | 3                           | 3                           | 0                           | 11                          | 4                           | +7                          | 12                          |
| 7                           | River Plate (Groep 1)             | 6                           | 3                           | 2                           | 1                           | 17                          | 7                           | +10                         | 11                          |
| 8                           | Rosario Central (Groep 2)         | 6                           | 3                           | 2                           | 1                           | 13                          | 8                           | +5                          | 11                          |
| Nummers 2 (nummer 9–16)     |                                   |                             |                             |                             |                             |                             |                             |                             |                             |
| 9                           | Grêmio (Groep 6)                  | 6                           | 3                           | 2                           | 1                           | 10                          | 6                           | +4                          | 11                          |
| 10                          | Independiente del Valle (Groep 5) | 6                           | 3                           | 2                           | 1                           | 7                           | 4                           | +3                          | 11                          |
| 11                          | Cerro Porteño (Groep 8)           | 6                           | 3                           | 1                           | 2                           | 6                           | 7                           | –1                          | 10                          |
| 12                          | São Paulo FC (Groep 1)            | 6                           | 2                           | 3                           | 1                           | 11                          | 5                           | +6                          | 9                           |
| 13                          | Racing Club (Groep 3)             | 6                           | 2                           | 3                           | 1                           | 11                          | 7                           | +4                          | 9                           |
| 14                          | Club Nacional (Groep 2)           | 6                           | 2                           | 3                           | 1                           | 6                           | 6                           | 0                           | 9                           |
| 15                          | Deportivo Táchira (Groep 7)       | 6                           | 3                           | 0                           | 3                           | 6                           | 11                          | –5                          | 9                           |
| 16                          | CA Huracán (Groep 4)              | 6                           | 2                           | 2                           | 2                           | 7                           | 7                           | 0                           | 8                           |

### Wedstrijdschema
|  | Achtste finales         | Achtste finales   | Achtste finales | Achtste finales |       |                      | Kwartfinales | Kwartfinales | Kwartfinales | Kwartfinales |  |                         | Halve finales | Halve finales | Halve finales | Halve finales |                         |   | Finale | Finale | Finale | Finale |
|  |                         |                   |                 |                 |       |                      |              |              |              |              |  |                         |               |               |               |               |                         |   |        |        |        |        |
|  | Cerro Porteño           | 1                 | 1               | 2               |       |                      |              |              |              |              |  |                         |               |               |               |               |                         |   |        |        |        |        |
|  | Boca Juniors            | 2                 | 3               | 5               |       |                      |              |              |              |              |  |                         |               |               |               |               |                         |   |        |        |        |        |
|  | Boca Juniors            | 2                 | 3               | 5               |       | Club Nacional        | 1            | 1            | 2 (3)        |              |  |                         |               |               |               |               |                         |   |        |        |        |        |
|  |                         |                   |                 |                 |       | Club Nacional        | 1            | 1            | 2 (3)        |              |  |                         |               |               |               |               |                         |   |        |        |        |        |
|  |                         | Boca Juniors (p)  | 1               | 1               | 2 (4) |                      |              |              |              |              |  |                         |               |               |               |               |                         |   |        |        |        |        |
|  | Club Nacional           | Boca Juniors (p)  | 1               | 1               | 2 (4) | 0                    | 2            | 2            |              |              |  |                         |               |               |               |               |                         |   |        |        |        |        |
|  | Club Nacional           |                   |                 |                 |       | 0                    | 2            | 2            |              |              |  |                         |               |               |               |               |                         |   |        |        |        |        |
|  | SC Corinthians          | 0                 | 2               | 2               |       |                      |              |              |              |              |  |                         |               |               |               |               |                         |   |        |        |        |        |
|  | SC Corinthians          | 0                 | 2               | 2               |       |                      |              |              |              |              |  | Independiente del Valle | 2             | 3             | 5             |               |                         |   |        |        |        |        |
|  |                         |                   |                 |                 |       |                      |              |              |              |              |  | Independiente del Valle | 2             | 3             | 5             |               |                         |   |        |        |        |        |
|  |                         | Boca Juniors      | 1               | 2               | 3     |                      |              |              |              |              |  |                         |               |               |               |               |                         |   |        |        |        |        |
|  | Independiente del Valle | Boca Juniors      | 1               | 2               | 3     | 2                    | 0            | 2            |              |              |  |                         |               |               |               |               |                         |   |        |        |        |        |
|  | Independiente del Valle |                   |                 |                 |       | 2                    | 0            | 2            |              |              |  |                         |               |               |               |               |                         |   |        |        |        |        |
|  | River Plate             | 0                 | 1               | 1               |       |                      |              |              |              |              |  |                         |               |               |               |               |                         |   |        |        |        |        |
|  | River Plate             | 0                 | 1               | 1               |       | Indep. del Valle (p) | 2            | 1            | 3 (5)        |              |  |                         |               |               |               |               |                         |   |        |        |        |        |
|  |                         |                   |                 |                 |       | Indep. del Valle (p) | 2            | 1            | 3 (5)        |              |  |                         |               |               |               |               |                         |   |        |        |        |        |
|  |                         | Pumas U.N.A.M.    | 1               | 2               | 3 (3) |                      |              |              |              |              |  |                         |               |               |               |               |                         |   |        |        |        |        |
|  | Deportivo Táchira       | Pumas U.N.A.M.    | 1               | 2               | 3 (3) | 1                    | 0            | 1            |              |              |  |                         |               |               |               |               |                         |   |        |        |        |        |
|  | Deportivo Táchira       |                   |                 |                 |       | 1                    | 0            | 1            |              |              |  |                         |               |               |               |               |                         |   |        |        |        |        |
|  | Pumas U.N.A.M.          | 0                 | 2               | 2               |       |                      |              |              |              |              |  |                         |               |               |               |               |                         |   |        |        |        |        |
|  | Pumas U.N.A.M.          | 0                 | 2               | 2               |       |                      |              |              |              |              |  |                         |               |               |               |               | Independiente del Valle | 1 | 0      | 1      |        |        |
|  |                         |                   |                 |                 |       |                      |              |              |              |              |  |                         |               |               |               |               |                         | 1 | 0      | 1      |        |        |
|  |                         | Atlético Nacional | 1               | 1               | 2     |                      |              |              |              |              |  |                         |               |               |               |               |                         |   |        |        |        |        |
|  | São Paulo FC            | Atlético Nacional | 1               | 1               | 2     | 4                    | 1            | 5            |              |              |  |                         |               |               |               |               |                         |   |        |        |        |        |
|  | São Paulo FC            |                   |                 |                 |       | 4                    | 1            | 5            |              |              |  |                         |               |               |               |               |                         |   |        |        |        |        |
|  | Deportivo Toluca FC     | 0                 | 3               | 3               |       |                      |              |              |              |              |  |                         |               |               |               |               |                         |   |        |        |        |        |
|  | Deportivo Toluca FC     | 0                 | 3               | 3               |       | São Paulo FC (u)     | 1            | 1            | 2            |              |  |                         |               |               |               |               |                         |   |        |        |        |        |
|  |                         |                   |                 |                 |       | São Paulo FC (u)     | 1            | 1            | 2            |              |  |                         |               |               |               |               |                         |   |        |        |        |        |
|  |                         | Atlético Mineiro  | 0               | 2               | 2     |                      |              |              |              |              |  |                         |               |               |               |               |                         |   |        |        |        |        |
|  | Racing Club             | Atlético Mineiro  | 0               | 2               | 2     | 0                    | 1            | 1            |              |              |  |                         |               |               |               |               |                         |   |        |        |        |        |
|  | Racing Club             |                   |                 |                 |       | 0                    | 1            | 1            |              |              |  |                         |               |               |               |               |                         |   |        |        |        |        |
|  | Atlético Mineiro        | 0                 | 2               | 2               |       |                      |              |              |              |              |  |                         |               |               |               |               |                         |   |        |        |        |        |
|  | Atlético Mineiro        | 0                 | 2               | 2               |       |                      |              |              |              |              |  | São Paulo FC            | 0             | 1             | 1             |               |                         |   |        |        |        |        |
|  |                         |                   |                 |                 |       |                      |              |              |              |              |  | São Paulo FC            | 0             | 1             | 1             |               |                         |   |        |        |        |        |
|  |                         | Atlético Nacional | 2               | 2               | 4     |                      |              |              |              |              |  |                         |               |               |               |               |                         |   |        |        |        |        |
|  | Grêmio                  | Atlético Nacional | 2               | 2               | 4     | 0                    | 0            | 0            |              |              |  |                         |               |               |               |               |                         |   |        |        |        |        |
|  | Grêmio                  |                   |                 |                 |       | 0                    | 0            | 0            |              |              |  |                         |               |               |               |               |                         |   |        |        |        |        |
|  | Rosario Central         | 1                 | 3               | 4               |       |                      |              |              |              |              |  |                         |               |               |               |               |                         |   |        |        |        |        |
|  | Rosario Central         | 1                 | 3               | 4               |       | Rosario Central      | 1            | 1            | 2            |              |  |                         |               |               |               |               |                         |   |        |        |        |        |
|  |                         |                   |                 |                 |       | Rosario Central      | 1            | 1            | 2            |              |  |                         |               |               |               |               |                         |   |        |        |        |        |
|  |                         | Atlético Nacional | 0               | 3               | 3     |                      |              |              |              |              |  |                         |               |               |               |               |                         |   |        |        |        |        |
|  | CA Huracán              | Atlético Nacional | 0               | 3               | 3     | 0                    | 2            | 2            |              |              |  |                         |               |               |               |               |                         |   |        |        |        |        |
|  | CA Huracán              |                   |                 |                 |       | 0                    | 2            | 2            |              |              |  |                         |               |               |               |               |                         |   |        |        |        |        |
|  | Atlético Nacional       | 0                 | 4               | 4               |       |                      |              |              |              |              |  |                         |               |               |               |               |                         |   |        |        |        |        |

### Achtste finales
| Team 1                  | Tot.      | Team 2            | 1e wedstr. | 2e wedstr. |
| ----------------------- | --------- | ----------------- | ---------- | ---------- |
| CA Huracán              | 2 – 4     | Atlético Nacional | 0 – 0      | 2 – 4      |
| Deportivo Táchira       | 1 – 2     | Pumas U.N.A.M.    | 1 – 0      | 0 – 2      |
| Nacional                | 2 – 2 (u) | SC Corinthians    | 0 – 0      | 2 – 2      |
| Racing Club             | 1 – 2     | Atlético Mineiro  | 0 – 0      | 1 – 2      |
| São Paulo FC            | 5 – 3     | Deportivo Toluca  | 4 – 0      | 1 – 3      |
| Cerro Porteño           | 2 – 5     | Boca Juniors      | 1 – 2      | 1 – 3      |
| Independiente del Valle | 2 – 1     | River Plate       | 2 – 0      | 0 – 1      |
| Grêmio                  | 0 – 4     | Rosario Central   | 0 – 1      | 0 – 3      |

### Kwartfinales
Indien een team dat 13-16 geplaatst is, de achtste finales wint, dan spelen zij eerst thuis.
| Team 1                  | Tot.          | Team 2            | 1e wedstr. | 2e wedstr. |
| ----------------------- | ------------- | ----------------- | ---------- | ---------- |
| Rosario Central         | 2-3           | Atlético Nacional | 1-0        | 1-3        |
| Independiente del Valle | 3(5)-3(3) (p) | Pumas U.N.A.M.    | 2-1        | 1-2        |
| Boca Juniors            | 2(4)-2(3) (p) | Nacional          | 1-1        | 1-1        |
| São Paulo FC            | 2-2 (u)       | Atlético Mineiro  | 1-0        | 1-2        |

### Halve finales
Indien twee teams uit hetzelfde land de halve finales bereiken, dan spelen zij sowieso tegen elkaar. Als de winnaars van duel I of J een slechter nummer hebben dan hun tegenstander, dan spelen zij eerst thuis.
| Team 1       | Tot. | Team 2                  | 1e wedstr. | 2e wedstr. |
| ------------ | ---- | ----------------------- | ---------- | ---------- |
| São Paulo FC | 1-4  | Atlético Nacional       | 0-2        | 1-2        |
| Boca Juniors | 3-5  | Independiente del Valle | 1-2        | 2-3        |

### Finale
Indien de winnaar van duel M een Mexicaans team is, of een team met een slechter nummer heeft dan de winnaar van duel N, dan speelt Winnaar duel M eerst thuis.
|                                     |                         |                |                   |                                                              |
| 21 juli 2016 20:45 uur ([[[UTC-3]]) | Independiente del Valle | 1-1            | Atlético Nacional | Estadio Olímpico Atahualpa, Quito Scheidsrechter: E. Cácares |
| 21 juli 2016 20:45 uur ([[[UTC-3]]) | A. Mina 87'             | (soccerway.com | 36' Berrío        | Estadio Olímpico Atahualpa, Quito Scheidsrechter: E. Cácares |

|                                |                   |                |                         |                                                                      |
| 28 juli 2016 20:45 uur (UTC-3) | Atlético Nacional | 1-0            | Independiente del Valle | Stadion Estadio Atanasio Girardot, Medellín Scheidsrechter: N.Pitana |
| 28 juli 2016 20:45 uur (UTC-3) | M.Borja 9'        | (soccerway.nl) |                         | Stadion Estadio Atanasio Girardot, Medellín Scheidsrechter: N.Pitana |

| Winnaar Copa Libertadores 2016 |
| ------------------------------ |
| Atlético Nacional 2e titel     |

## Statistieken

### Scheidsrechters
| Naam                   | Geboren     | Land   | Duels | Kreeg geel | Kreeg voor de tweede keer geel en dus rood | Weggestuurd |
| ---------------------- | ----------- | ------ | ----- | ---------- | ------------------------------------------ | ----------- |
| Enrique Cáceres        | 20.03.1974  | PAR    | 6     | 30         | 1                                          | 0           |
| Víctor Carrillo        | 30.10.1975  | PER    | 6     | 35         | 1                                          | 1           |
| Heber Lopes            | 13.07.1972  | BRA    | 6     | 37         | 2                                          | 3           |
| Andrés Cunha           | 08.09.1976  | URU    | 5     | 17         | 2                                          | 1           |
| Daniel Fedorczuk       | 02.05.1976) | URU    | 5     | 24         | 1                                          | 3           |
| Wilson Lamouroux       |             | COL    | 5     | 27         | 0                                          | 1           |
| Patricio Polic         | 00.00.1972  | CHI    | 5     | 22         | 1                                          | 4           |
| Wilmar Roldán          | 24.01.1980  | COL    | 5     | 38         | 1                                          | 1           |
| José Argote            | 17.10.1980  | VEN    | 4     | 15         | 0                                          | 1           |
| Julio Bascuñán         | 11.06.1978  | CHI    | 4     | 19         | 0                                          | 1           |
| Patricio Loustau       | 15.04.1975  | ARG    | 4     | 15         | 0                                          | 0           |
| Óscar Maldonado        | 13.04.1972  | BOL    | 4     | 15         | 1                                          | 0           |
| Ulises Mereles         |             | PAR    | 4     | 18         | 0                                          | 0           |
| Néstor Pitana          | 17.06.1975  | ARG    | 4     | 20         | 0                                          | 1           |
| Julio Quintana         | 00.00.1978  | PAR    | 4     | 15         | 1                                          | 1           |
| Mauro Vigliano         | 05.08.1975  | ARG    | 4     | 19         | 0                                          | 1           |
| Roddy Zambrano         |             | ECU    | 4     | 18         | 0                                          | 2           |
| Christian Ferreyra     |             | URU    | 3     | 13         | 1                                          | 0           |
| Diego Haro             | 18.12.1982  | PER    | 3     | 15         | 2                                          | 3           |
| Raúl Orosco            | 25.03.1979  | BOL    | 3     | 13         | 1                                          | 0           |
| Enrique Osses          | 26.05.1974  | CHI    | 3     | 15         | 1                                          | 1           |
| Wilton Sampaio         | 25.12.1981  | BRA    | 3     | 13         | 1                                          | 0           |
| Juan Soto              | 14.10.1977  | VEN    | 3     | 15         | 0                                          | 0           |
| Roberto Tobar          |             | CHI    | 3     | 13         | 1                                          | 2           |
| Carlos Vera            | 25.06.1976  | ECU    | 3     | 17         | 0                                          | 0           |
| Péricles Cortez        |             | BRA    | 2     | 12         | 0                                          | 0           |
| Mario Díaz de Vivar    |             | PAR    | 2     | 11         | 1                                          | 0           |
| Jonathan Fuentes       |             | URU    | 2     | 5          | 0                                          | 1           |
| Roberto García         | 24.10.1974  | MEX    | 2     | 9          | 0                                          | 0           |
| Darío Herrera          |             | ARG    | 2     | 8          | 0                                          | 0           |
| Ricardo Marques        | 18.06.1979  | BRA    | 2     | 8          | 0                                          | 0           |
| Gustavo Murillo        |             | COL    | 2     | 6          | 0                                          | 0           |
| Carlos Orbe            |             | ECU    | 2     | 6          | 0                                          | 0           |
| Federico Rapallini     | 28.04.1978  | ARG    | 2     | 12         | 0                                          | 0           |
| Sandro Ricci           | 28.09.1970  | BRA    | 2     | 13         | 0                                          | 0           |
| Jesús Valenzuela       |             | VEN    | 2     | 3          | 1                                          | 0           |
| Guery Vargas           |             | BOL    | 2     | 10         | 0                                          | 1           |
| Jorge Baliño           | 08.10.1979  | ARG    | 1     | 3          | 0                                          | 0           |
| Francisco Chacón       | 08.05.1976  | MEX    | 1     | 4          | 0                                          | 0           |
| Raphael Claus          |             | BRA    | 1     | 5          | 0                                          | 0           |
| Luis de Oliveira       |             | BRA    | 1     | 4          | 0                                          | 0           |
| Germán Delfino         | 04.05.1978  | ARG    | 1     | 1          | 0                                          | 0           |
| Fernando Guerrero      | 14.09.1981  | MEX    | 1     | 3          | 0                                          | 0           |
| Omar Ponce             | 25.01.1977  | ECU    | 1     | 2          | 0                                          | 1           |
| César Ramos Palazuelos | 15.12.1983  | MEX    | 1     | 3          | 0                                          | 0           |
| Óscar Rojas            |             | URU    | 1     | 3          | 0                                          | 0           |
| Luis Sánchez           | 22.09.1980  | COL    | 1     | 7          | 0                                          | 0           |
| Leandro Vuaden         | 29.06.1975  | BRA    | 1     | 6          | 0                                          | 0           |
| Totaal                 | Totaal      | Totaal | 138   | 642        | 20                                         | 30          |